# Чанчжоу
Чанчжо́у (кит. упр. 常州, пиньинь Chángzhōu) — городской округ в провинции Цзянсу КНР. Органы власти округа расположены в районе Синьбэй.

## География
Чанчжоу расположен в южной части провинции Цзянсу, на обширной низменности между дельтой Янцзы и мелководными озёрами Тайху, Гэ и Чандан. Площадь округа составляет 4,384 тыс. кв. км, а площадь урбанизированной территории — 1,872 тыс. кв. км. Чанчжоу расположен в зоне субтропического океанического климата; в округе наблюдается прохладная зима (в среднем +7—10 °C) и жаркое влажное лето (в среднем +29—32 °C).  
На западе Чанчжоу граничит с округом Нанкин, на севере — с округом Чжэньцзян, на северо-востоке — с округом Тайчжоу (через реку Янцзы), на востоке и юго-востоке — с округом Уси, на юге — с округом Сюаньчэн провинции Аньхой.
В Чанчжоу расположено несколько больших парковых зон, в том числе национальный водно-болотный парк Тяньмуху в южной части озера Тяньму и национальный парк Наньшань Чжухай, в котором сохранился древний бамбуковый лес. 
На охраняемых землях округа обитают кряква, фазан и кабан.

## История
Согласно раскопкам древнего поселения Саньсинцунь в районе Цзиньтань, в эпоху неолита на территории современного Чанчжоу существовали племена, которые выращивали рис, изготавливали нефритовые, каменные, керамические и костяные изделий. Поселения имели планировку с разделением жилой, ремесленной и погребальной зон. 

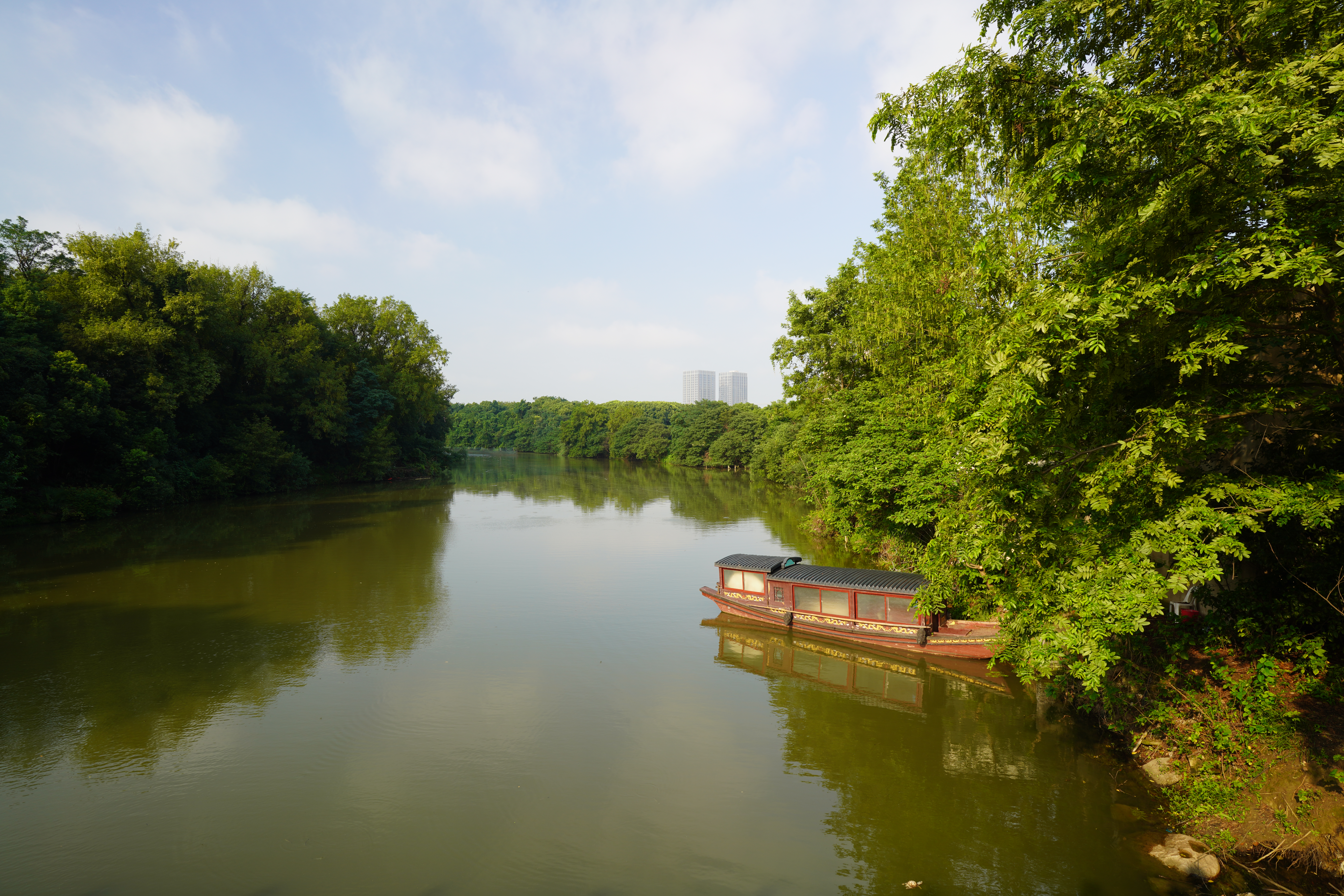
Парк вокруг руин Яньчэна

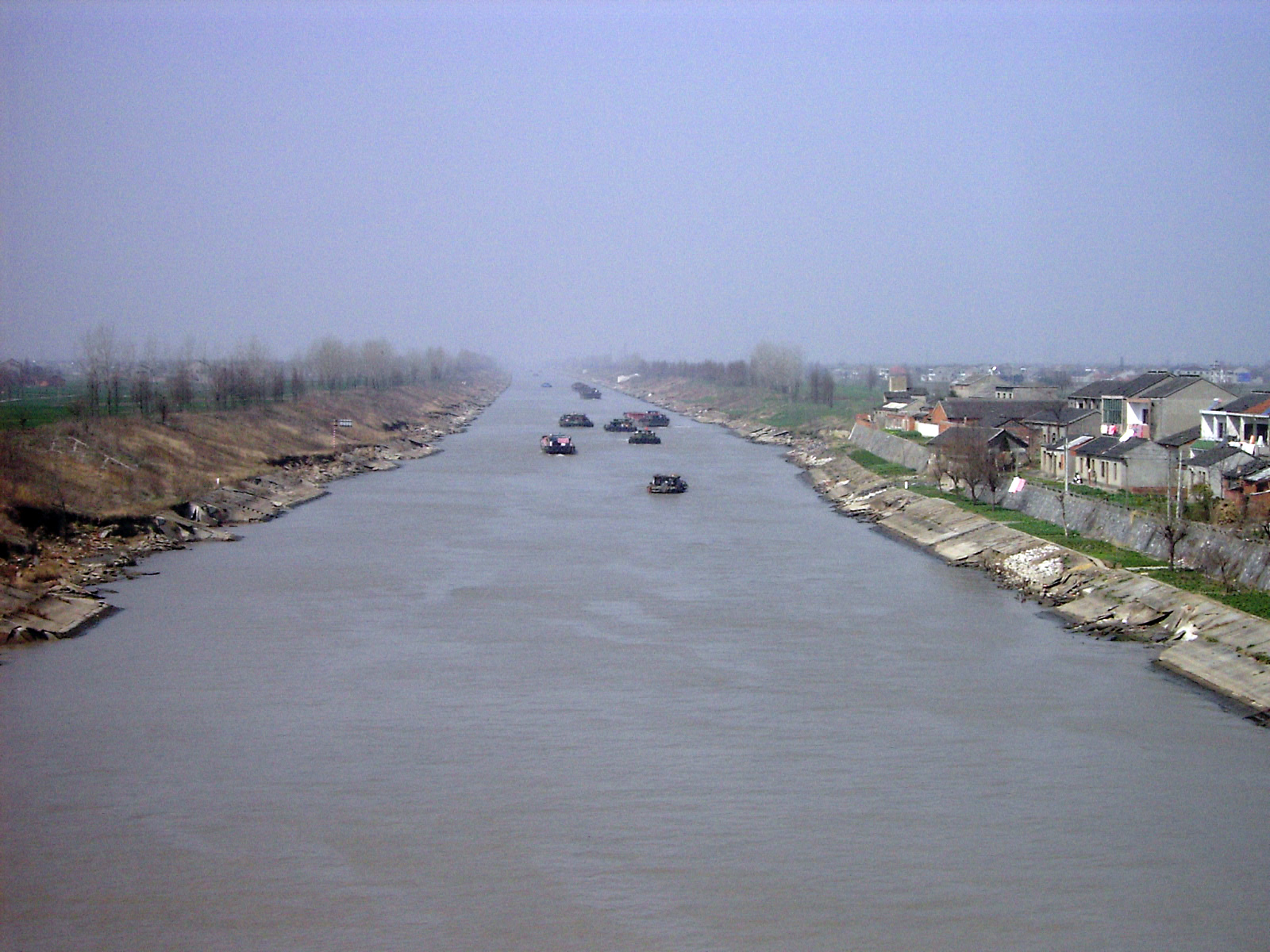
Великий канал на территории Чанчжоу

В эпоху династии Западная Чжоу на землях современного Чанчжоу был построен обнесённый крепостными стенами город Яньчэн (淹城), руины которого расположены в районе Уцзинь. В эпоху Вёсен и Осеней ван царства У Шоумэн в 547 году до н. э. даровал эти земли своему четвёртому сыну Цзичжа в качестве владения, которое получило название Яньлин (延陵). В эпоху империи Цинь здесь был основан округ (цзюнь). После основания империи Хань на этих землях в 202 году до н. э. был образован уезд Пилин (毗陵县). 
После основания империи Цзинь в 281 году был создан округ Пилин (毗陵郡), в состав которого вошло 7 уездов. В 305 году из-за практики табу на имена (иероглиф «пи» входил в личное имя наследника Дунхайского вана) название «Пилин» было изменено на «Цзиньлин» (晋陵).
После образования империи Суй округа (цзюнь) были в 583 году ликвидированы, а в качестве высшего уровня административного деления были введены области (чжоу). В 589 году была образована область Чанчжоу (常州), власти которой первоначально разместились в Чаншу, затем переехали в Сучжоу, и в итоге обосновались в Цзиньлине. После завершения строительства Великого канала в 609 году Чанчжоу превратился в процветающий порт. В 619—620 годах Пилин служил столицей царства Лян, основанного суйским полководцем Шэнь Фасином, пока город не захватил мятежный правитель Ли Цзытун. В эпоху империи Тан для административных единиц было введено множество промежуточных градаций, и в 840 году область Чанчжоу была поднята в статусе до «славной» (望), войдя в число десяти «славных» областей империи.
При монгольской империи Юань область в 1277 году была поднята в статусе до региона, став регионом Чанчжоу (常州路); регион вошёл в состав провинции Цзянчжэ (江浙等处行中书省), ему подчинялись уезды Цзиньлин и Уцзинь, а также области Исин и Уси.
В 1357 году регион был преобразован в Чанчжоускую управу (常州府). После образования империи Мин управа входила в состав области Наньчжили («Южная напрямую подчинённая [императорскому двору область]»). Во времена империи Цин область Наньчжили была преобразовала в обычную провинцию Цзяннань, которая впоследствии разделилась на провинции Цзянсу и Аньхой (Чанчжоуская управа подчинялась властям Цзянсу). В 1726 году в связи с тем, что подчинённые Чанчжоуской управе уезды стали очень густонаселёнными, они были разделены на два уезда каждый, и Чанчжоуской управе стало подчиняться 8 уездов. В 1850—1860-х годах Чанчжоу был одним из главных центров восстания тайпинов (руины «Королевского дворца», в котором проживали лидеры тайпинов, сохранились возле Народной больницы № 1). 
После Синьхайской революции в Китае была проведена административная реформа, и в 1912 году Чанчжоускую управу упразднили. Уезд Янху был при этом присоединён к уезду Уцзинь, а урбанизированная часть объединённого уезда была выделена в отдельный город Уцзинь (武进市), однако его по старинке продолжали называть «Чанчжоу» по названию прежней управы, и в итоге прижилось именно это название. В 1920-х годах в Чанчжоу стали открываться первые хлопчатобумажные фабрики. Новый импульс хлопчатобумажная промышленность получила в конце 1930-х годов, когда предприятия начали переезжать из Шанхая в Чанчжоу из-за японской оккупации.
В 1949 году из уезда Уцзинь был выделен район Цишуянь (戚墅堰区), переданный в состав Чанчжоу. В январе 1953 года Чанчжоу стал городом провинциального подчинения. В 1958 году Специальный район Чжэньцзян (镇江专区) был переименован в Специальный район Чанчжоу (常州专区), а его власти переехали из Чжэньцзяна в Чанчжоу. В 1959 году власти специального района вернулись из Чанчжоу в Чжэньцзян, и район был переименован обратно; таким образом, Чанчжоу оказался в составе воссозданного Специального района Чжэньцзян. В 1960 году уезд Уцзинь был переведён из состава Специального района Чжэньцзян под юрисдикцию Чанчжоу.
В 1962 году Чанчжоу вновь стал городом провинциального подчинения, а уезд Уцзинь был возвращён в состав Специального района Чжэньцзян. Во время Культурной революции Чанчжоу пострадал не так сильно, как другие города Восточного Китая. В 1983 году Округ Чжэньцзян был преобразован в городской округ, а уезды Уцзинь, Цзиньтань и Лиян были переданы в состав Чанчжоу; таким образом, в составе Чанчжоу оказалось 5 районов (Гуанхуа, Тяньнин, Чжунлоу, Цишуянь, Цзяоцюй) и 3 уезда.
В сентябре 1986 года территория ликвидированного района Гуанхуа была разделена между районами Чжунлоу и Тяньнин. В 1990 году уезд Лиян был преобразован в городской уезд. В 1993 году уезд Цзиньтань был преобразован в городской уезд. В 1995 году часть уезда Уцзинь была передана району Цзяоцюй, после чего уезд Уцзинь был преобразован в городской уезд. В 1999 году часть района Цзяоцюй была включена в состав Уцзиня. В 2002 году городской уезд Уцзинь был преобразован в район городского подчинения, а Пригородный район был переименован в район Синьбэй. В 2015 году район Цишуянь был присоединён к району Уцзинь, городской уезд Цзиньтань был преобразован в район городского подчинения. В сентябре 2019 года была введена в эксплуатацию 1-я линия Чанчжоуского метрополитена.

## Население

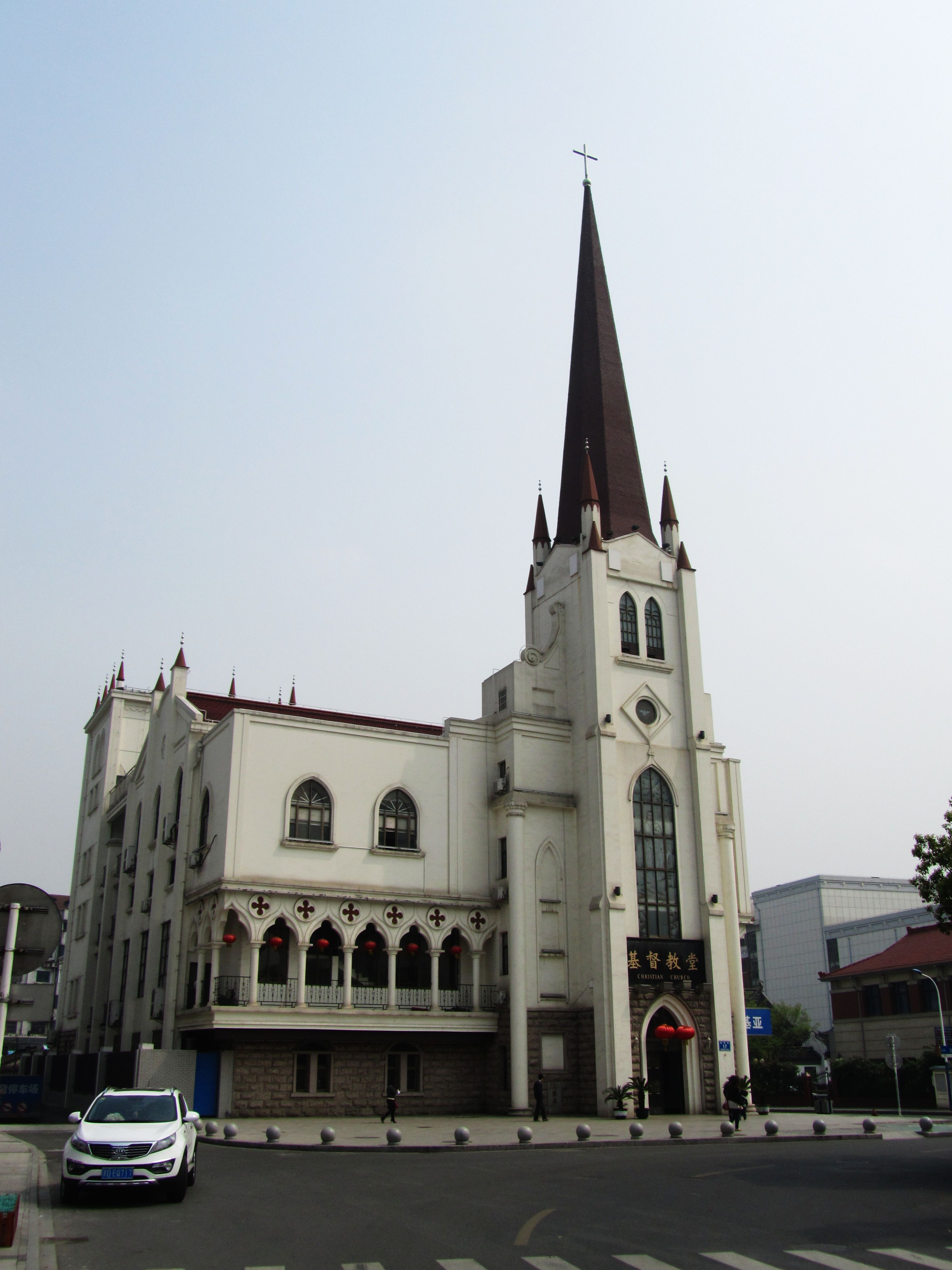
Протестанская церковь в Чанчжоу

По данным переписи 2020 года, население Чанчжоу составляло 5,278 млн человек. В 2022 году численность постоянного населения Чанчжоу составила 5,36 млн человек. Коренные жители округа говорят на локальном диалекте языка у, известном как чанчжоуский диалект, и на диалектах Цзянхуайской подгруппы севернокитайского языка, а пришлые трудовые мигранты — преимущественно на путунхуа.
Из-за массового жилищного строительства и более низких цен на жильё в Чанчжоу с 1990-х годов осело много трудовых переселенцев. В округе широко распространена маятниковая миграция, особенно в направлении соседних городов Нанкин, Уси, Сучжоу и Шанхай.

### Религия
Большинство населения Чанчжоу исповедует буддизм и народную религию, также имеются небольшие общины даосистов, конфуцианцев, протестантов, католиков и мусульман. В старых кварталах Чанчжоу сохранились храмы, посвящённые культу предков и святым-покровителям.  
Гора Маошань является местом паломничества последователей даосизма; здесь расположен храмовый комплекс, который является центром даосской школы шанцин.

## Административно-территориальное деление
Городской округ Чанчжоу делится на 5 районов, 1 городской уезд:
| Карта                                                 | Статус    | Название | Иероглифы   | Пиньинь | Площадь (км²) | Население (2015) |
| ----------------------------------------------------- | --------- | -------- | ----------- | ------- | ------------- | ---------------- |
| ① ② Синьбэй Уцзинь Цзиньтань Лиян ① Чжунлоу ② Тяньнин |           |          |             |         |               |                  |
| Район                                                 | Тяньнин   | 天宁区   | Tiānníng qū | 154     | 460 000       |                  |
| Район                                                 | Чжунлоу   | 钟楼区   | Zhōnglóu qū | 142     | 419 000       |                  |
| Район                                                 | Синьбэй   | 新北区   | Xīnběi qū   | 508     | 539 000       |                  |
| Район                                                 | Уцзинь    | 武进区   | Wǔjìn qū    | 1056    | 920 000       |                  |
| Район                                                 | Цзиньтань | 金坛区   | Jīntán qū   | 975     | 553 000       |                  |
| Городской уезд                                        | Лиян      | 溧阳市   | Lìyáng shì  | 1535    | 790 000       |                  |

## Экономика

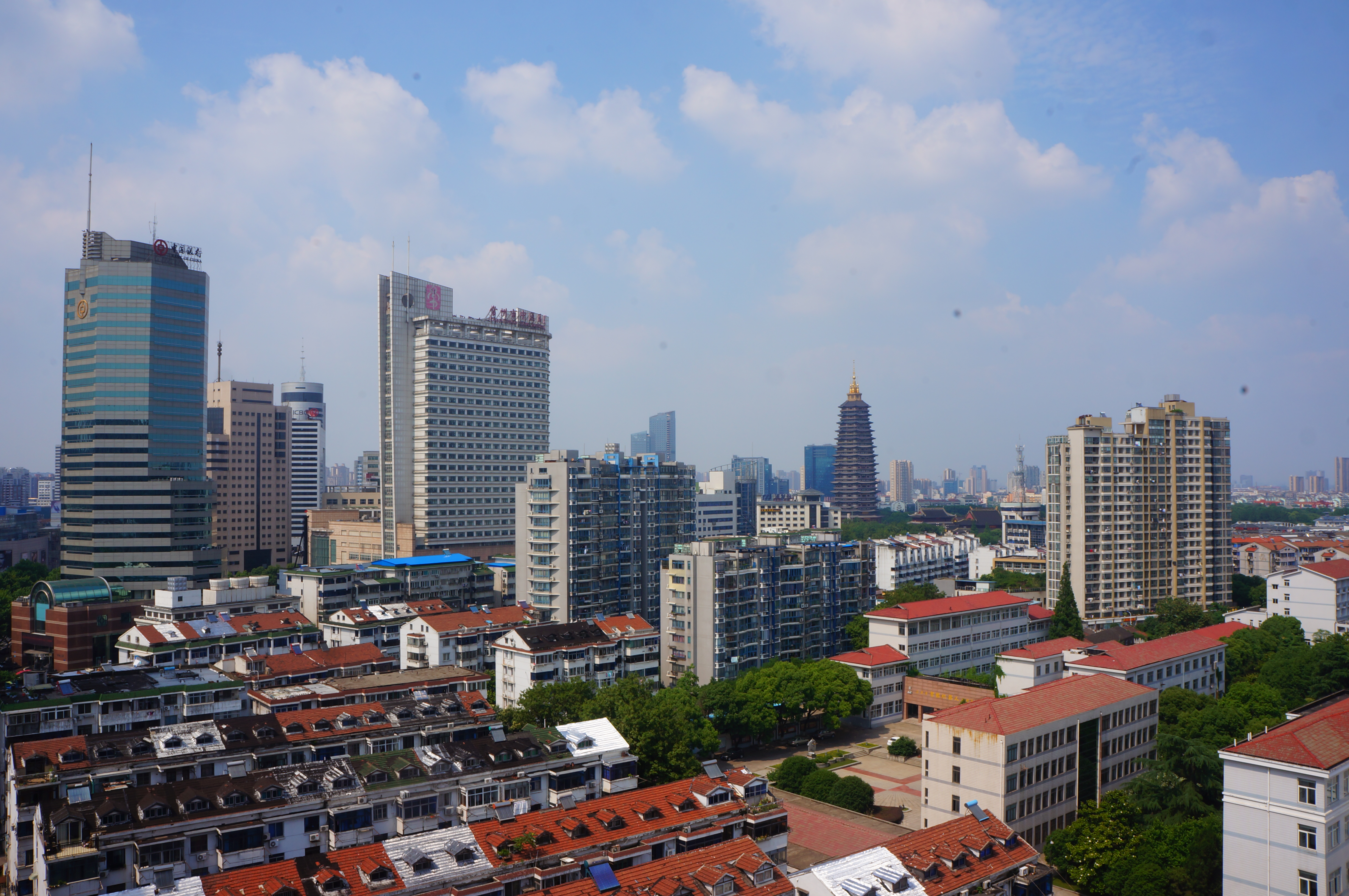
Деловой район Чанчжоу

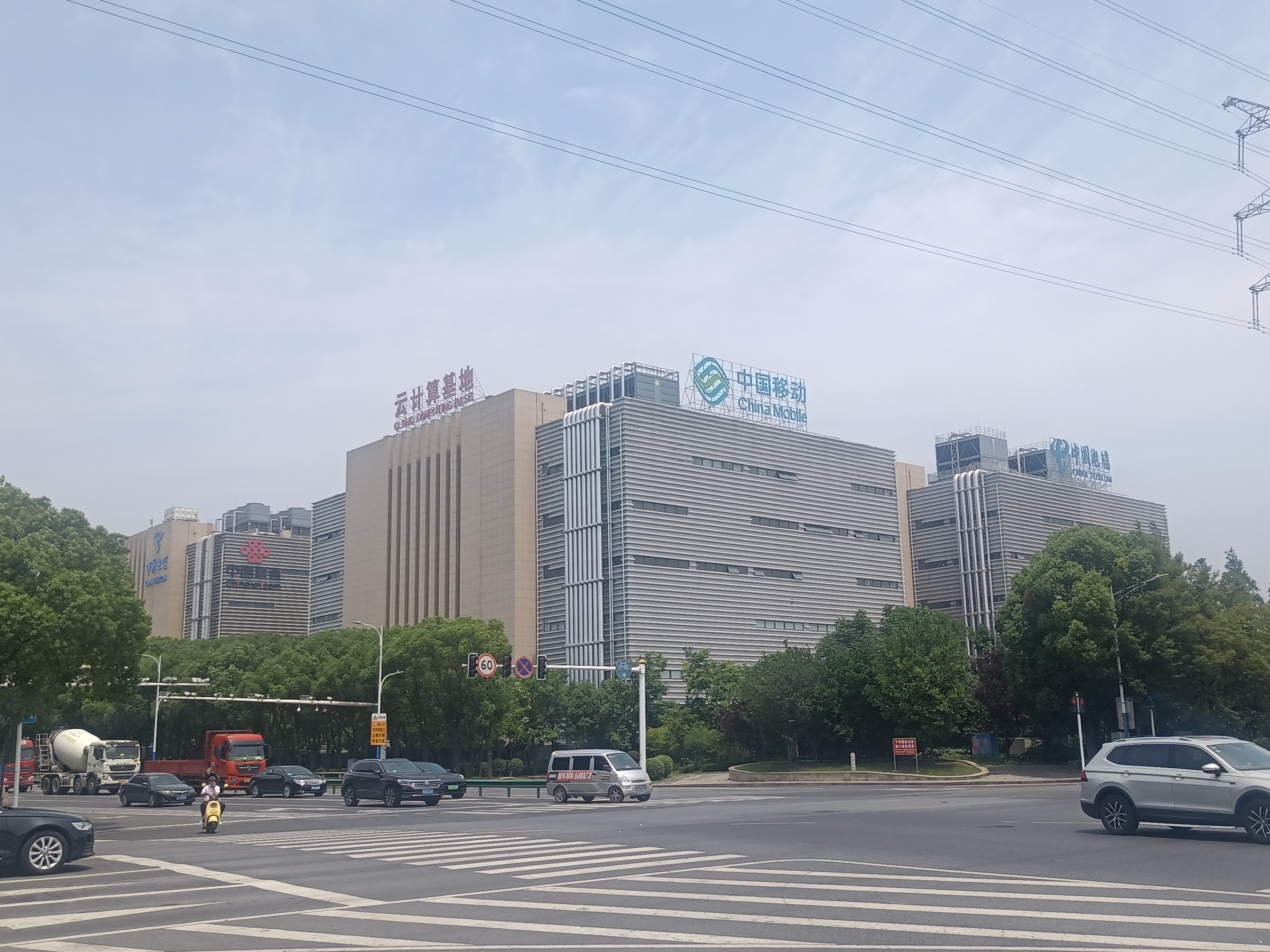
База облачных вычислений в Бэйгане

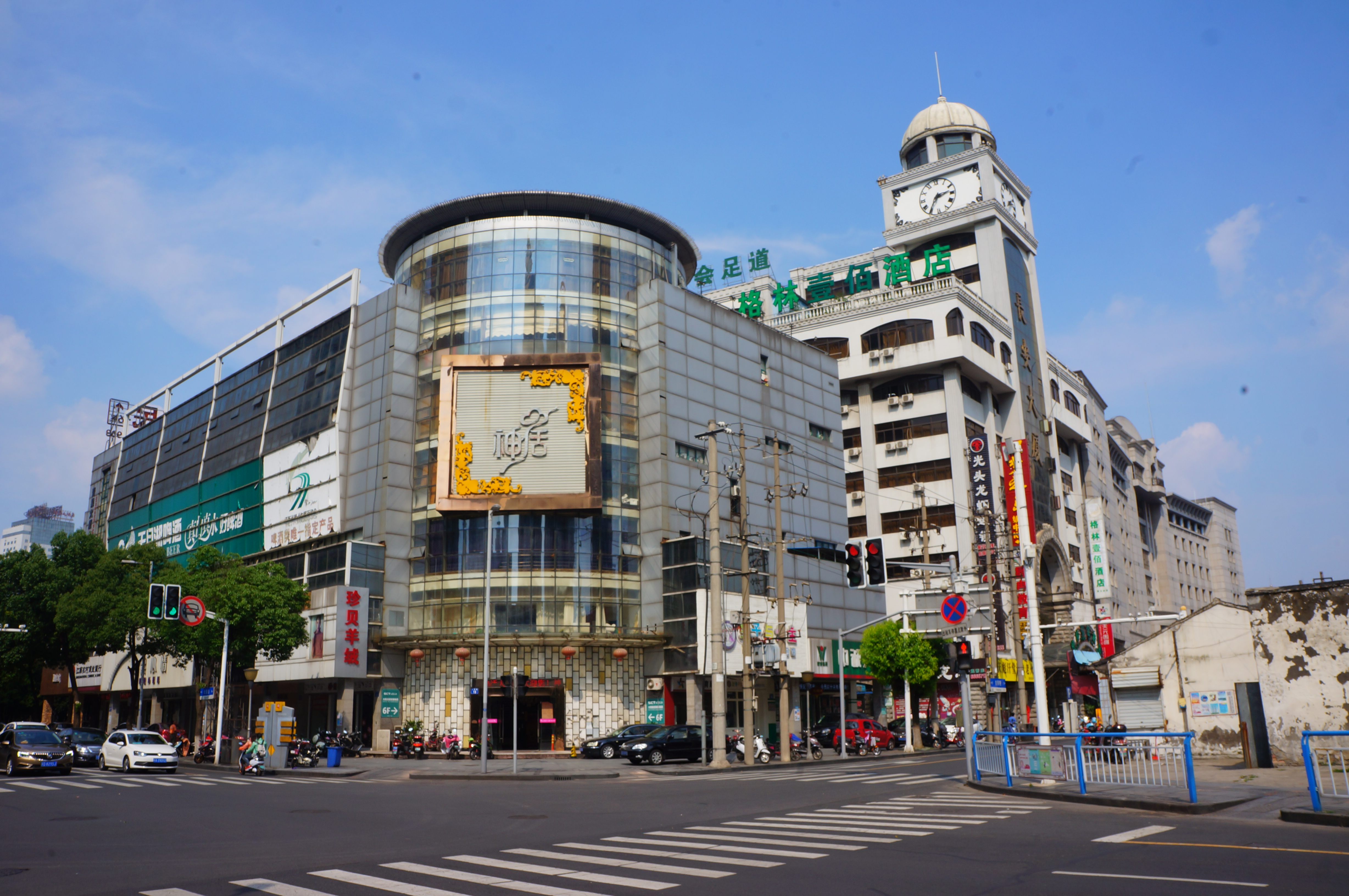
Торговый центр в Чжунлоу

Чанчжоу расположен в высокоразвитом экономическом регионе дельты Янцзы, его экономика тесно связана с экономикой соседних мегаполисов — Шанхая и Нанкина. В 2017 году ВВП округа составил 662,23 млрд юаней (103,47 млрд долларов США). По итогам 2023 года ВВП Чанчжоу превысил 1 трлн юаней и округ вошёл в престижный Клуб городов-триллионников Китая.
Основные отрасли экономики — обрабатывающая промышленность, логистика, транспорт, розничная торговля, финансовые услуги, информационные технологии (в том числе производство программного обеспечения), массовый и деловой туризм (в том числе парки развлечений, проведение выставок и конгрессов), производство анимации, научные исследования и сельское хозяйство.
Активно развиваются строительная отрасль и рынок недвижимости, особенно офисные и жилые комплексы, торговые и логистические центры. В Чанчжоу построены несколько небоскрёбов, в том числе 58-этажный Модерн-Медиа-центр высотой 333 метра.
В Чанчжоу представлены отели международных сетей Sheraton, Marriott, Renaissance, Shangri-La, Hilton, Wyndham, Wyndham Garden, Fairfield, Ramada, Park Plaza, Holiday Inn, Holiday Inn Express и Hilton Garden Inn, а также китайских сетей Wanda Realm, Jinling Plaza, Grand Metropark, Metropolo, Vienna International, Vienna Hotel, Jinjiang Inn, 7 Days Inn, GreenTree Inn и Hanting Hotel.
Новым направлением экономики являются центры обработки данных, в том числе компаний China Telecom, China Mobile и China Unicom. В сфере розничной торговли имеются большие торгово-развлекательные центры, сетевые гипермаркеты и супермаркеты, мебельные центры; автосалоны сконцентрированы в Zhonglou Auto City. Сохраняют свою популярность ночные рынки, семейные закусочные и заведения уличной еды. По состоянию на 2021 год ВВП на душу населения составил 166 тыс. юаней.

### Промышленность

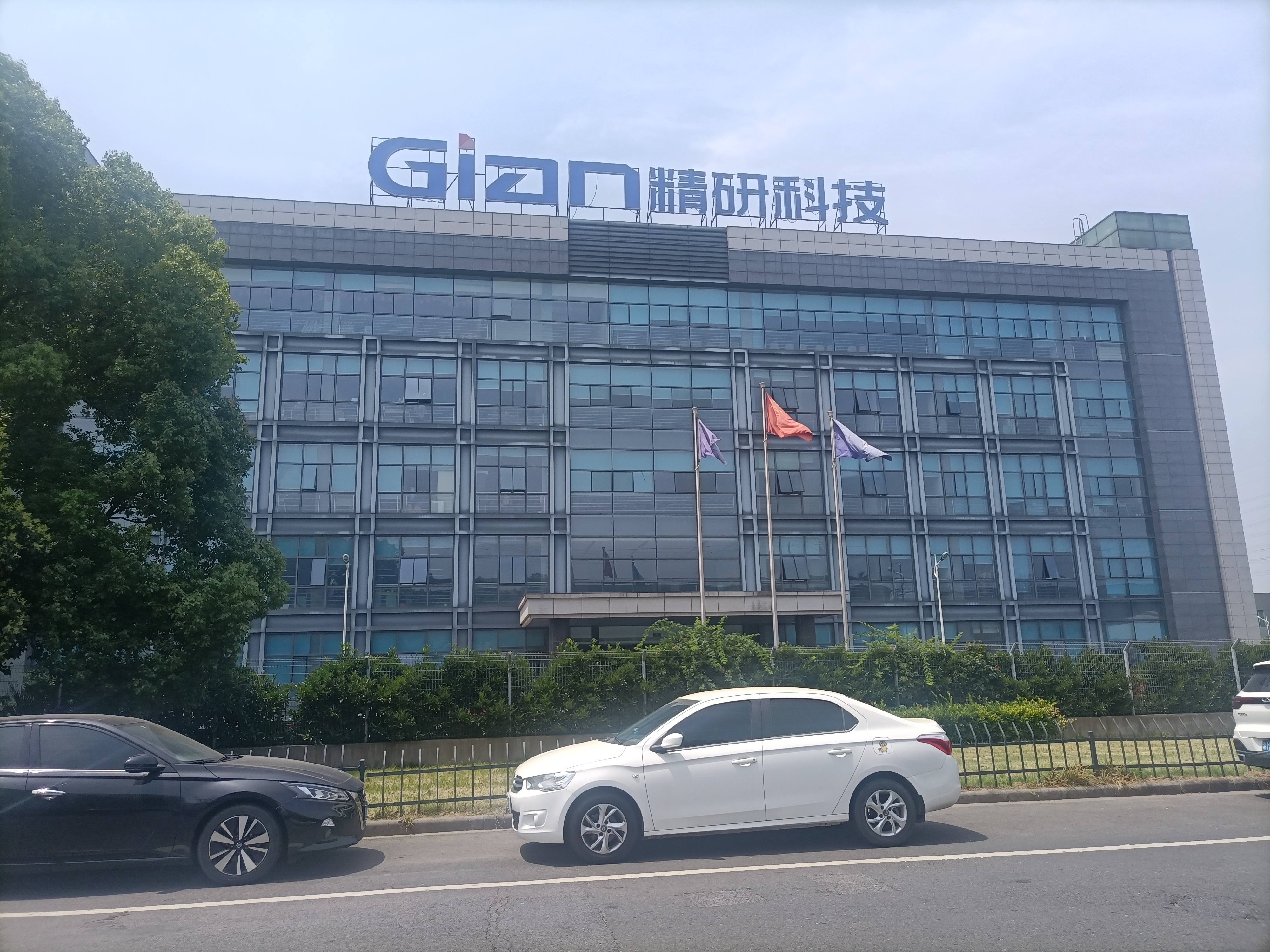
Завод Gian Technology

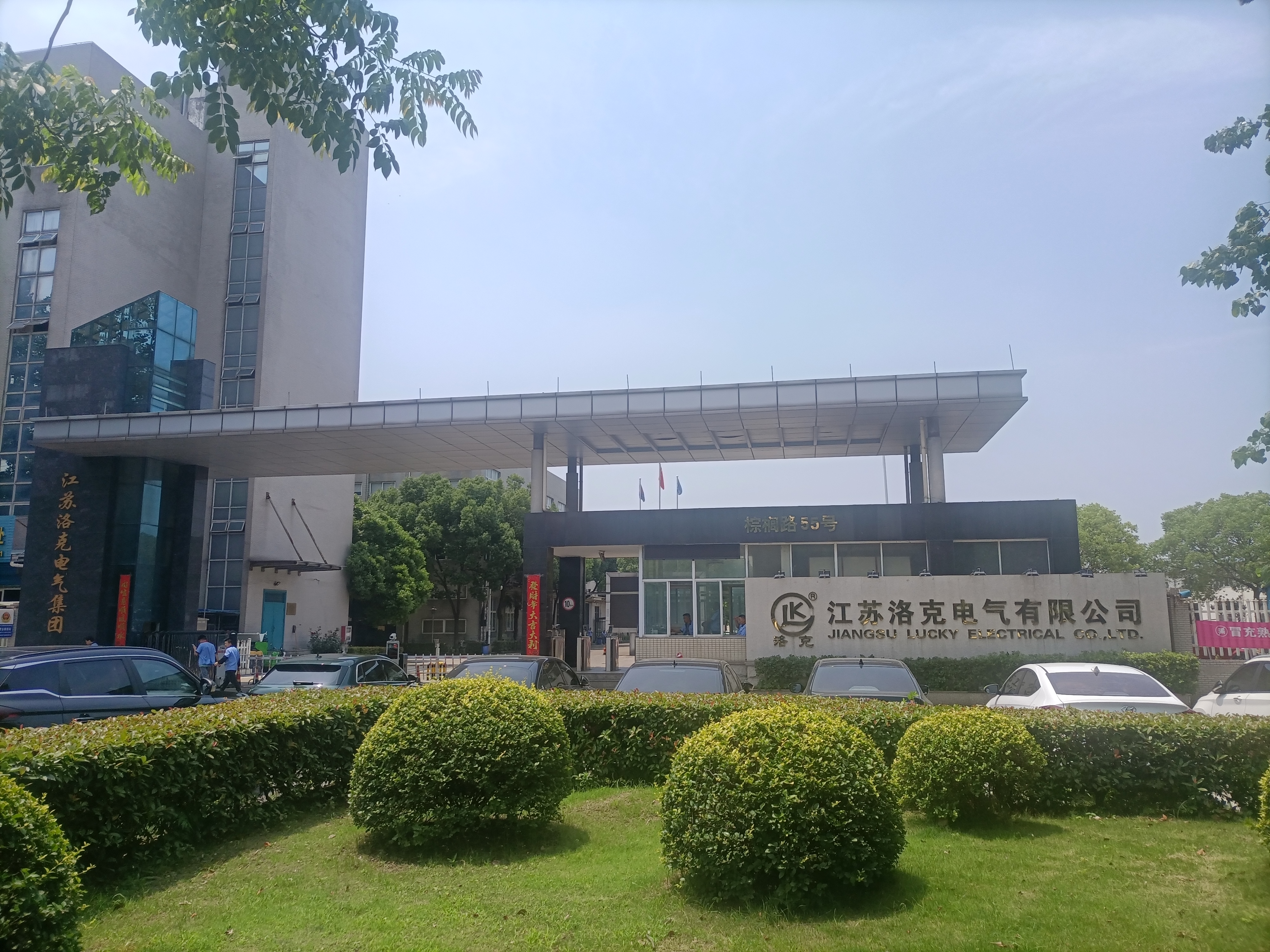
Завод Lucky Electrical

В округе развиты транспортное машиностроение (локомотивы, автобусы, автомобильные комплектующие, мотоциклы), хлопчатобумажная, швейная, пищевая (в том числе мукомольная), нефтеперерабатывающая, химическая, металлургическая, биотехнологическая и фармацевтическая промышленность, производство дизельных двигателей, генераторов, трансформаторов, электроники, сельскохозяйственной техники, текстильного оборудования, солнечных панелей и строительных материалов.
В Чанчжоу расположены заводы оборудования для солнечной энергетики Trina Solar, EGing Photovoltaic Technology, Almaden и Shunfeng Photovoltaic Technology, заводы аккумуляторов CALB и SVOLT Energy Technology, заводы строительной техники Hyundai, Komatsu и Terex, автобусный завод Shuguang Automotive Group, заводы мотоциклов и скутеров Haojue Suzuki Motorcycle и Niu Technologies, заводы автомобильных комплектующих Bosch Rexroth, Xingyu Automotive Lighting Systems, Xinquan Automotive Trim и Tenglong Auto Parts, химические заводы China Resources Chemical Innovative Materials, Chevron, Ashland Chemical, Easpring Material Technology, Changzhou Fusion New Material и Sveck New Material, завод топливных баков и гидравлического оборудования Hengli Hydraulic, завод акустического оборудования AAC Technologies, завод замков, клапанов и сантехники Gian Technology, завод локомотивов CRRC Changzhou Qishuyan Locomotive, завод телевизоров и мониторов Shinco Technology.
Также в Чанчжоу находятся завод медной проволоки Jinyuan Copper, моторные заводы Lucky Electrical Group и Leili Motor, заводы электротехники и электроники Delixi Group, Toshiba и Lite-On, завод текстильного оборудования Saurer Intelligent Machinery, завод телекоммуникационного оборудования Sunway Communication, завод оборудования для холодильников и кондиционеров Changfa Refrigeration, завод сельхозтехники Changfa Agricultural Equipment, пищевые фабрики Lihua Animal Husbandry, текстильные и швейные фабрики Black Peony Group и Chenfeng Group, завод стекловолокна Changhai Composite Materials.

### Зонирование
Главные промышленные и научно-исследовательские кластеры:
- Чанчжоуская зона экспортной обработки (Changzhou Export Processing Zone)
- Чанчжоуский национальный район высоких технологий (Changzhou National Hi-Tech District)
- Зона экономического развития Тяньнин (Tianning Economic Development Zone)
- Китайско-израильский инновационный парк[11][12]

### Сельское хозяйство
В округе выращивают рис, турнепс, фрукты, чай и бамбук, разводят свиней, домашнюю птицу и тутовых шелкопрядов. В озёрах ловят треску и разводят пресноводных креветок.

## Транспорт

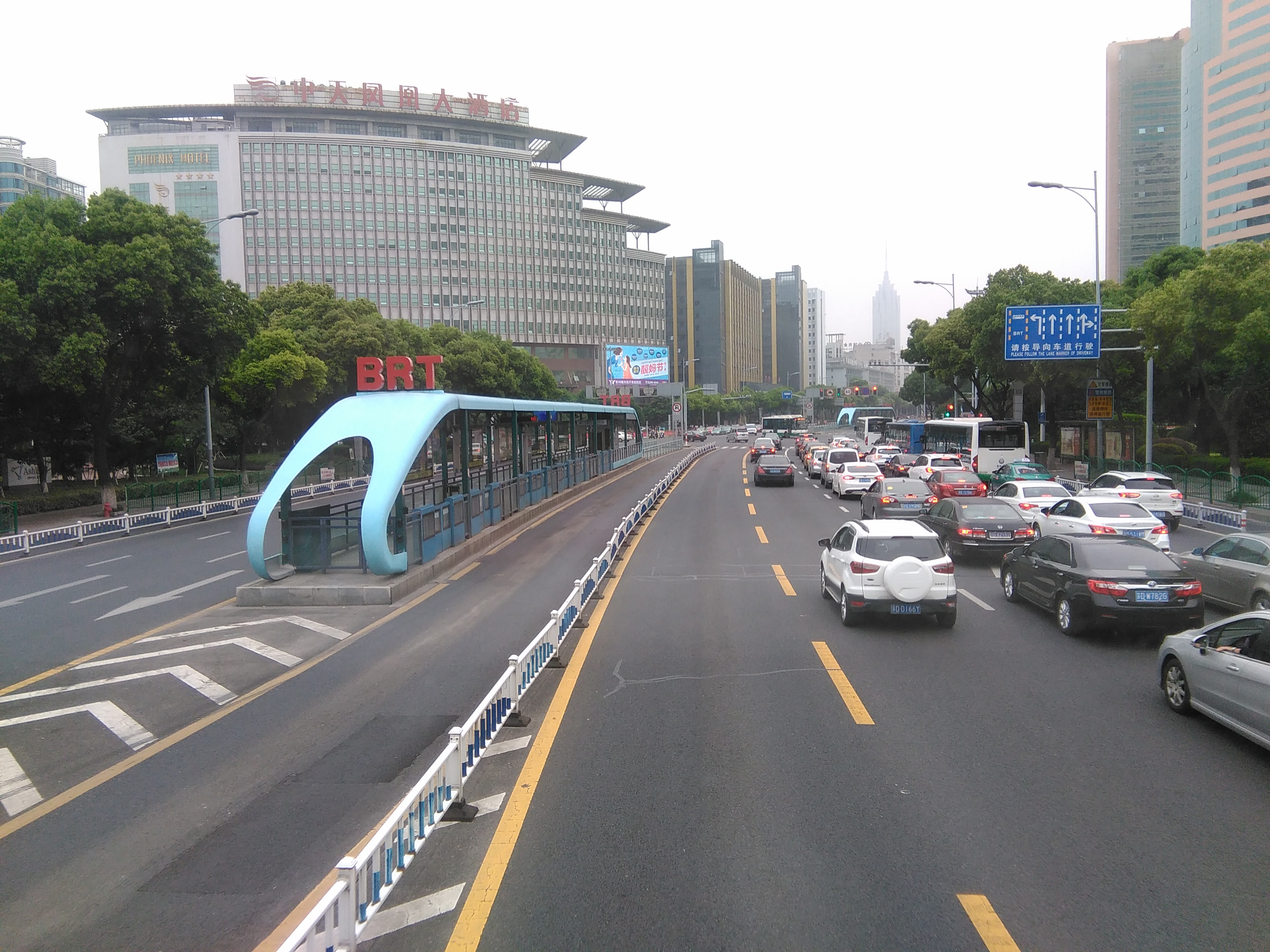
Остановка Changzhou BRT

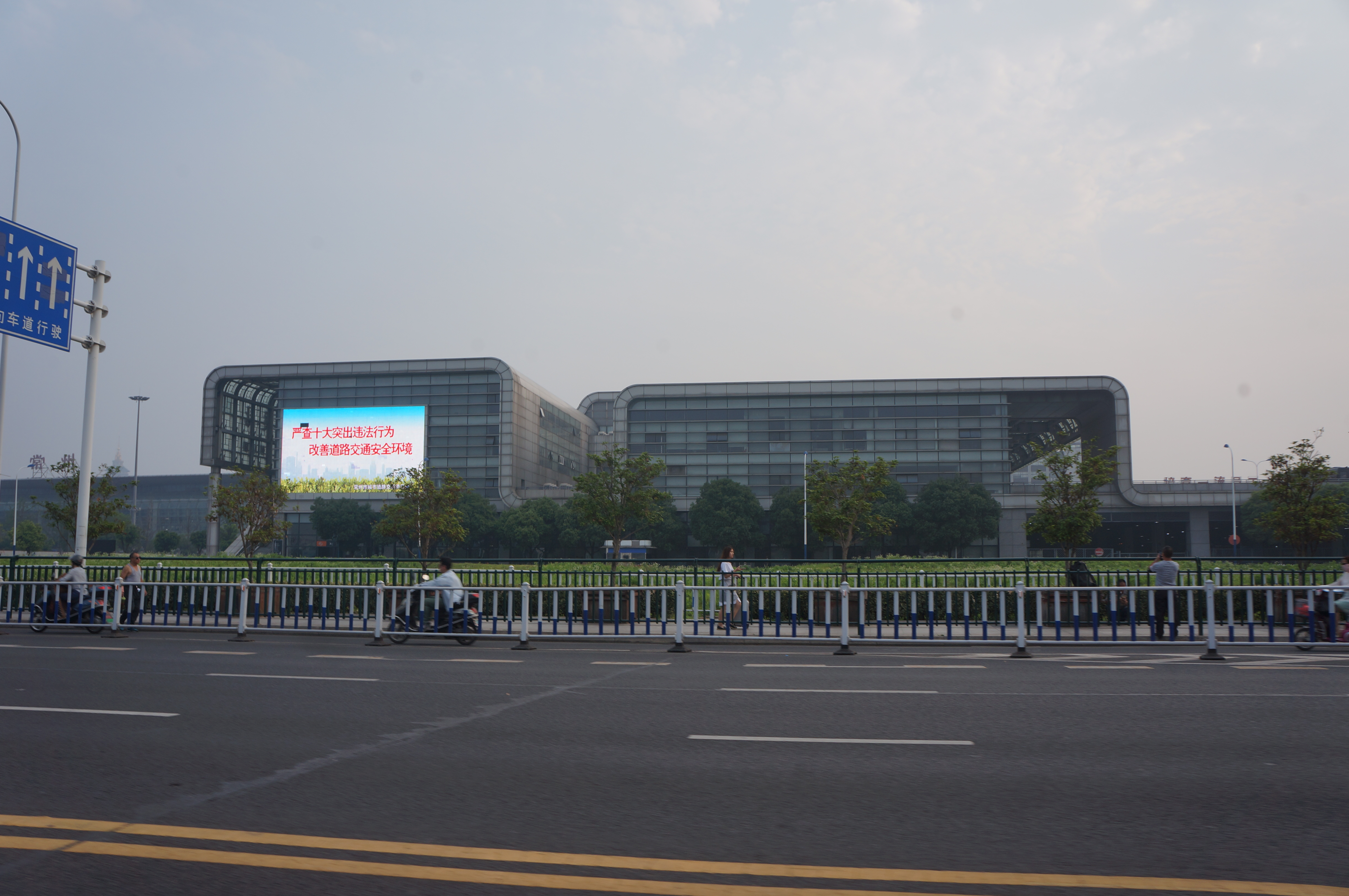
Автовокзал Чанчжоу

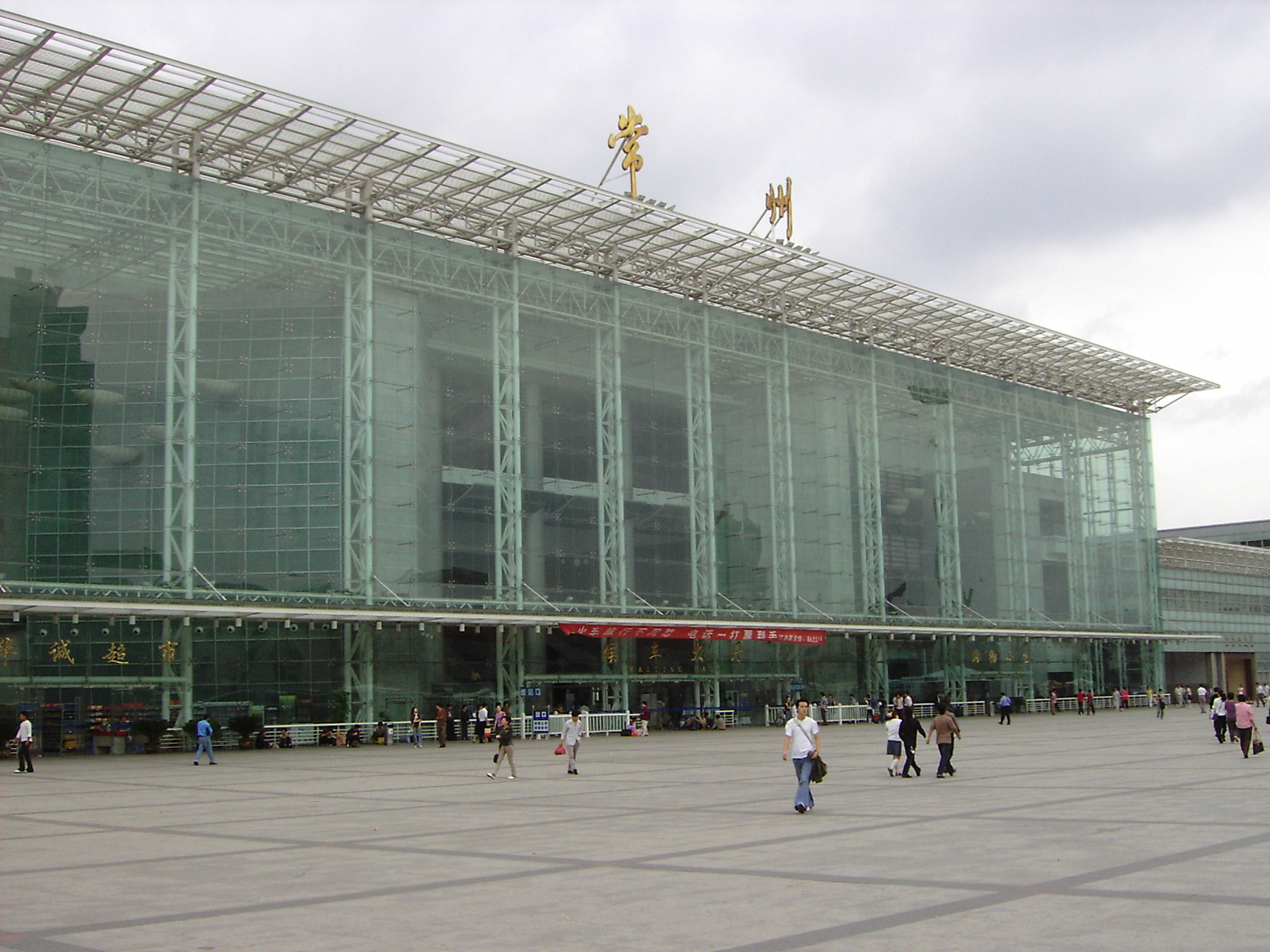
Железнодорожный вокзал Чанчжоу

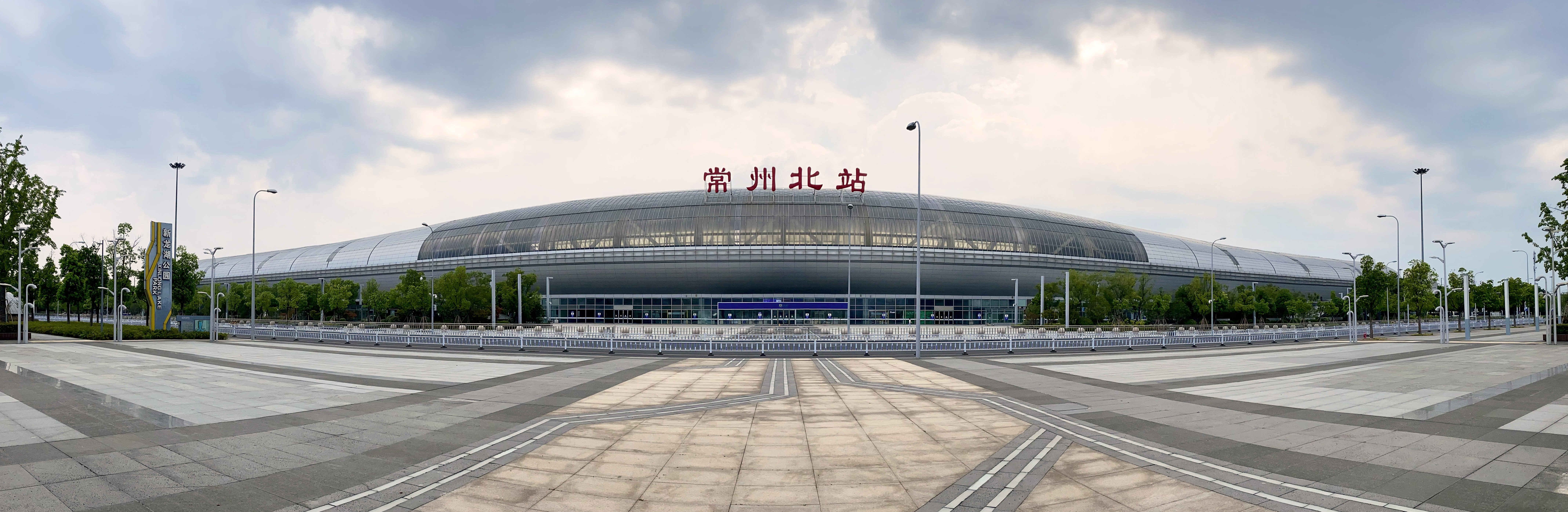
Северный железнодорожный вокзал

В Чанчжоу широко развиты пассажирский и грузовой транспорт, в том числе автомобильный, велосипедный, мотоциклетный, железнодорожный, речной и авиационный.

### Автомобильный
Через территорию Чанчжоу проходят национальные шоссе Годао 104 (Пекин — Фучжоу), Годао 233, Годао 312 (Шанхай — Нанкин — Кульджа) и Годао 346, скоростные шоссе G25 (Чанчунь — Шэньчжэнь), G4011 (Янчжоу — Лиян), G4012 (Лиян — Ниндэ), G42 (Шанхай — Нанкин — Чэнду), G4221 (Шанхай — Ухань), S39 (Цзянду — Исин), S48 (Шанхай — Исин) и S58 (Шанхай — Чанчжоу).
Имеется широкая сеть городских и пригородных электробусов и автобусов. Скоростной автобусный транспорт (BRT) имеет отдельно выделенные полосы дорог и свою сеть инклюзивных остановок. В Чанчжоу работает несколько общекитайских агрегаторов такси.

### Рельсовый
В сентябре 2019 года была введена в эксплуатацию первая линия Чанчжоуского метрополитена длиной 34,24 км (29 станций), а в июне 2021 года — вторая линия длиной 19,8 км (15 станций). На всех станциях установлены платформенные раздвижные двери.
Чанчжоуский железнодорожный вокзал, расположенный в районе Тяньнин, и вокзал Цишуянь, расположенный в районе Уцзинь, обслуживают железную дорогу Пекин — Шанхай и междугороднюю скоростную линию Шанхай — Нанкин. Северный железнодорожный вокзал Чанчжоу, расположенный в районе Синьбэй, обслуживает высокоскоростную железную дорогу Пекин — Шанхай.
Лиянский вокзал, расположенный в районе Лиян, обслуживает высокоскоростную железнодорожную линию Нанкин — Ханчжоу, которая была введена в эксплуатацию в июле 2013 года. Цзиньтаньский вокзал (Цзиньтань) и Уцзиньский вокзал (Уцзинь) обслуживают высокоскоростную железнодорожную линию Шанхай — Нанкин Риверсайд, которая была запущена в сентябре 2023 года.

### Воздушный
Международный аэропорт Чанчжоу—Бэньню (ИАТА: CZX, ИКАО: ZSCG) расположен в районе Синьбэй. Он находится под управлением государственной компании Eastern Airport Group и обслуживает рейсы во все крупные города материкового Китая, а также в Макао, Вьетнам, Таиланд и Японию. По итогам 2021 года аэропорт обслужил 2,92 млн пассажиров и более 20 тыс. тонн грузов.

### Водный
Оживлённое судоходство осуществляется по Великому каналу, на участке между Ханчжоу и Чжэньцзяном. На южном берегу реки Янцзы, в районе Синьбэй также расположены портовые причалы (в основном обрабатываются насыпные грузы и контейнеры).

## Достопримечательности

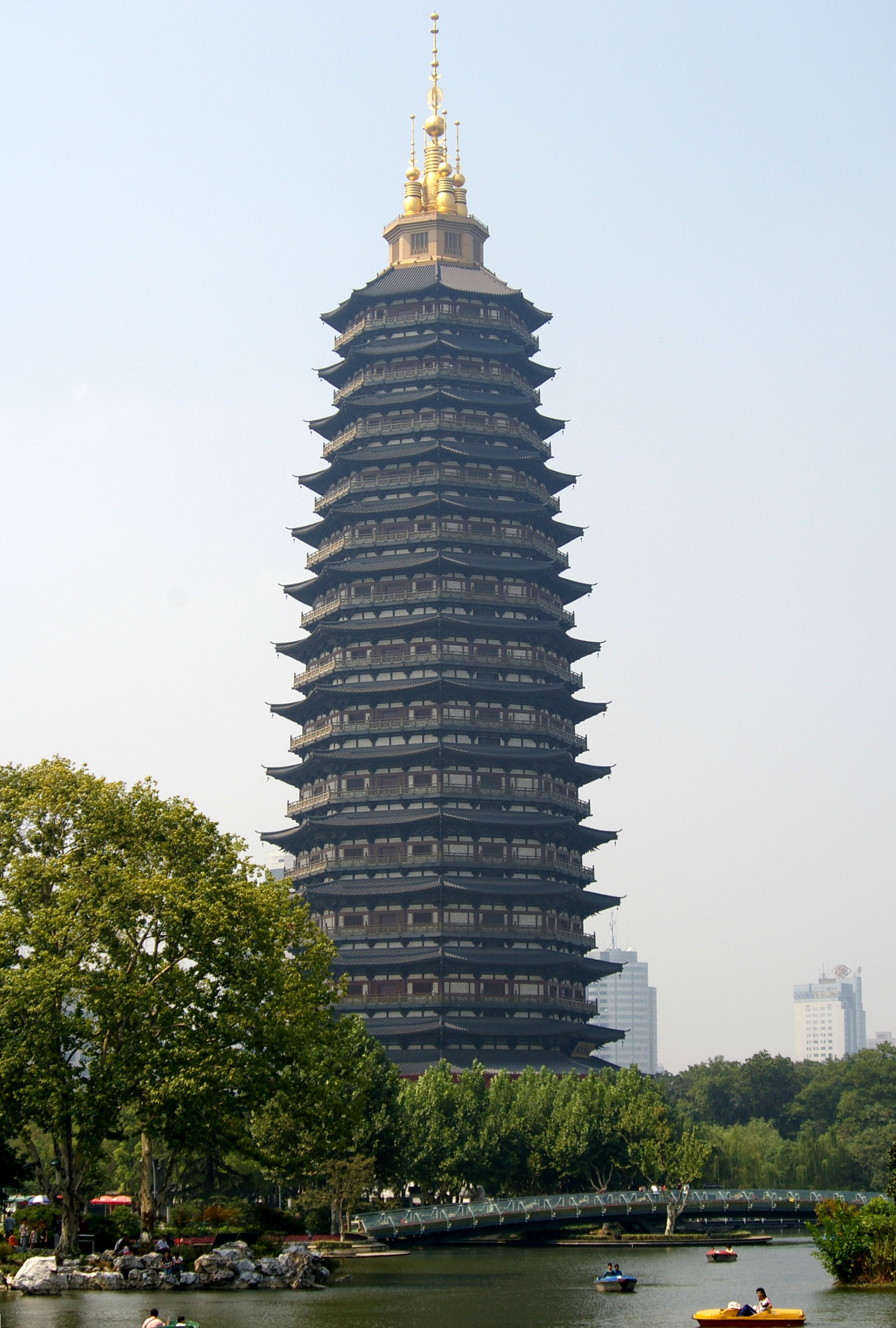
Пагода Тяньнин

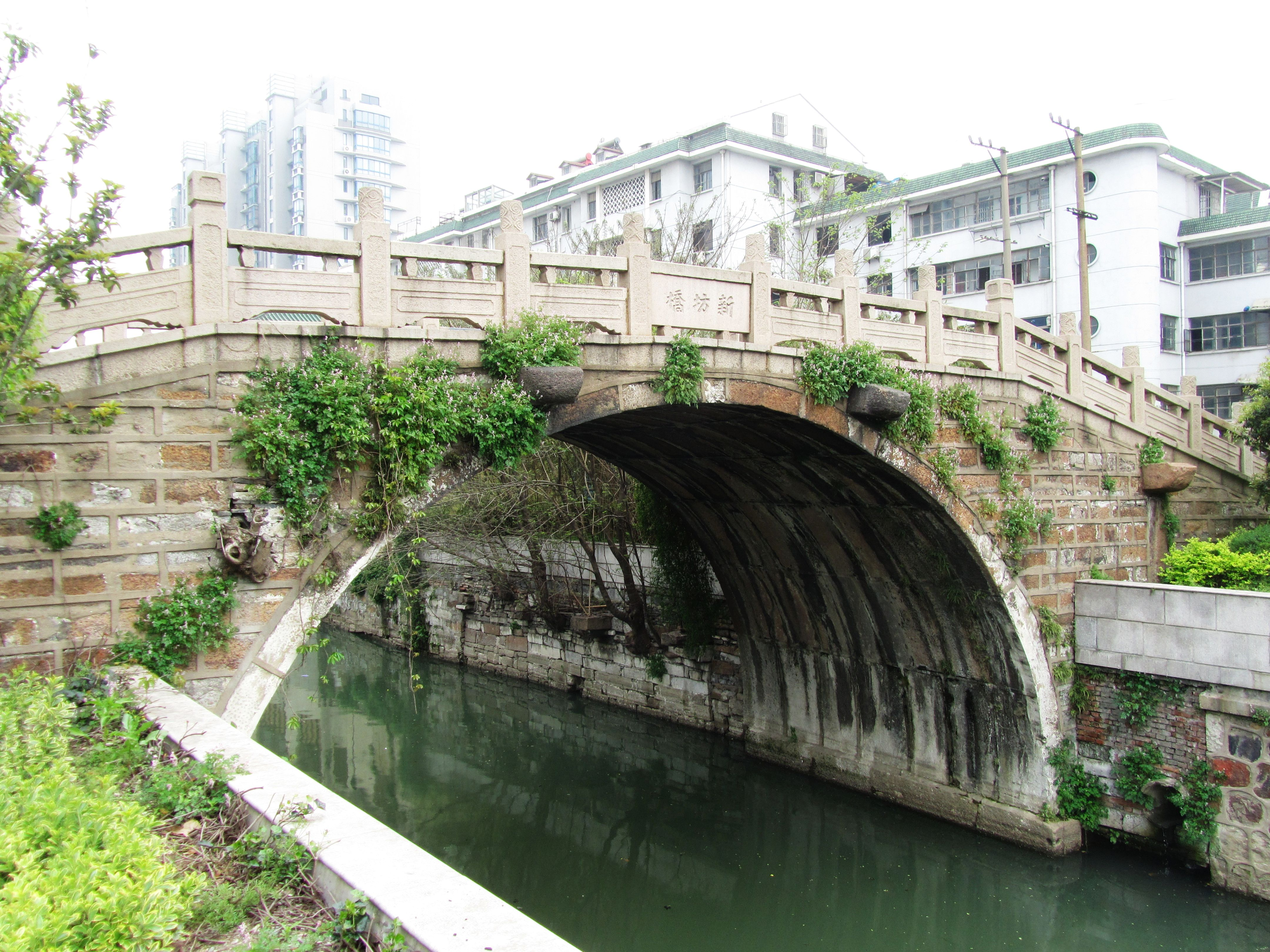
Мост Синьфан

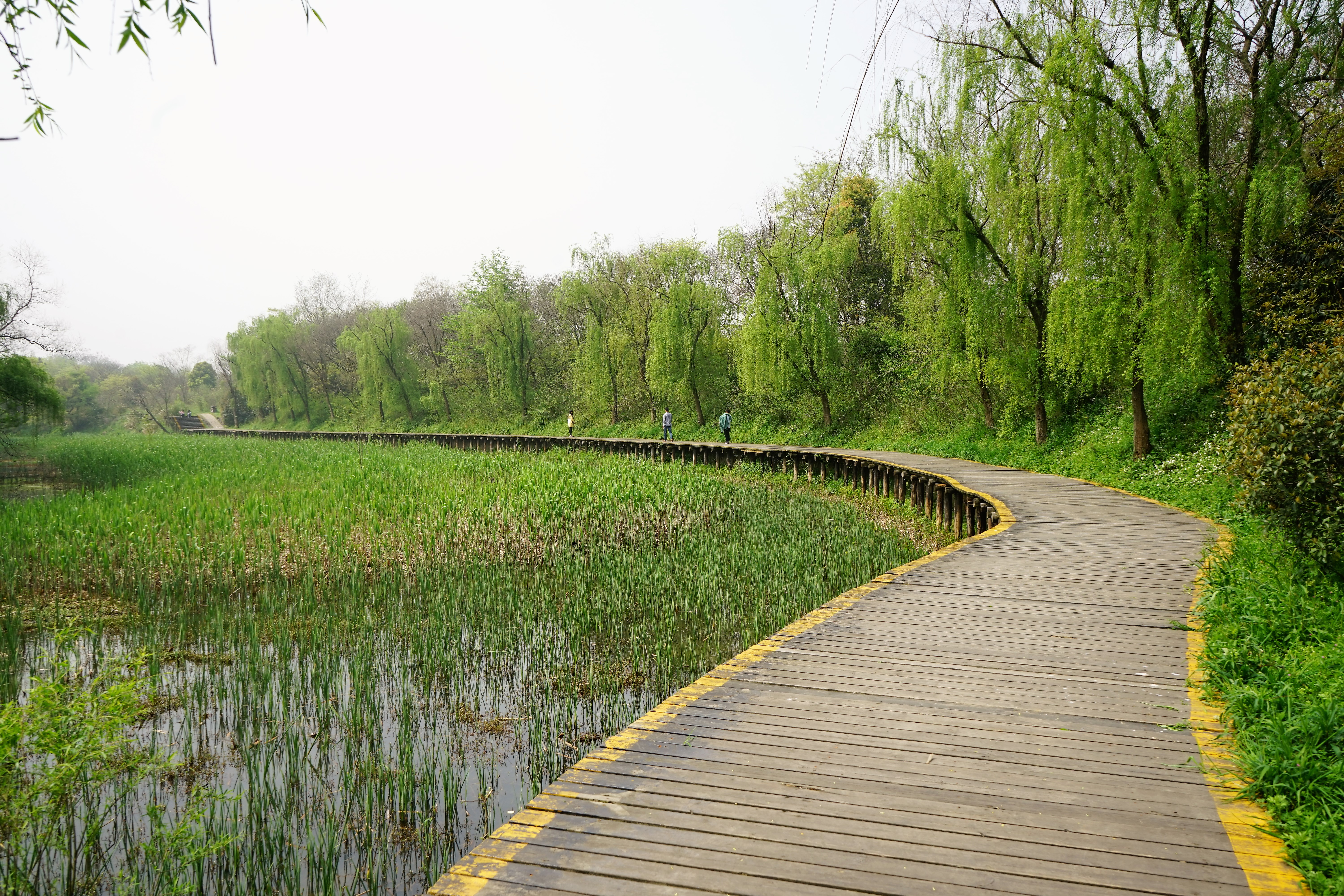
Парковая зона Чуньцю Яньчэн

В районе Синьбэй расположен тематический Китайский парк динозавров, открывшийся в 2000 году. В нём находятся аттракционы (в том числе американские горки, автодром и тёмные аттракционы), лесные насаждения, обзорная башня, горячие источники, лечебные бассейны, спа-центр, отели, конференц-залы, кинотеатр, музыкальные фонтаны, магазины игрушек и сувениров, бары и рестораны, а в музее собрана коллекция костей и окаменелостей динозавров со всего Китая. В парке обитают слоны, большие панды и морские львы, часто проводятся различные фестивали, парады и развлекательные шоу.
В районе Уцзинь, на берегу озера Тайху, расположен парк развлечений World Joyland, открывшийся в 2011 году. В его состав входят детский развлекательный центр, игровая зона, выставочный центр, театр, магазины игрушек и сувениров, рестораны и бары.
Также в районе Уцзинь расположен тематический парк Чуньцюяньчэн, основанный в 2007 году на месте руин города периода Вёсен и Осеней. Он включает в свой состав парковую зону (Yancheng Spring and Autumn Park) с аттракционами, копиями старинных башен, ворот и городских стен; археологическую зону (Yancheng Ruins Park) с каналами и водоёмами; зоопарк «Мир диких животных Яньчэн», где обитают большие панды и слоны; оформленный в стиле династий Хань и Тан  торговый район с историческим музеем, заведениями традиционной китайской медицины, художественными салонами, выставочными залами, ресторанами и магазинами; основанный в эпоху Северная Чжоу буддийский храм Полам с пагодой и несколько отелей.      
В районе Тяньнин находится парк Хунмэй («парк Красной сливы»). Он был основан в 1958 году вокруг озера, а в 2005 году значительно расширен. На территории парка расположены буддийский храм Тяньнин, пагода Тяньнин, пагода Вэньби, башня Цзяша, павильон Хунмэй, павильон Баньшань, художественный музей корнепластики, выставочный павильон отрасли по производству гребней и расчёсок, академия живописи и каллиграфии, библиотека, водный театр, сад бонсай, розарий, мини-зоопарк, аквариум и детский парк развлечений. Храмовый комплекс был основан в эпоху империи Тан, а 154-метровая 13-ярусная деревянная пагода была построена в 2002—2007 годах. 48-метровая башня Вэньби была основана в эпоху империи Южная Ци, в 1982 году восстановлена на средства американского бизнесмена китайского происхождения. Павильон Хунмэй был построен в эпоху империи Сун и реконструирован в эпоху Цин; рядом с ним находится «Сливовый камень».
Рядом с парком Хунмэй расположен парк Дунпо, разбитый в типичном стиле садов Цзяннань. В парке расположен павильон Ичжоу, основанный в эпоху Южная Сун в честь поэта Су Дунпо. В эпоху Цин павильон реконструировали, а рядом построили временный дворец. Также район Тяньнин известен храмом Чунфа, основанным в эпоху Суй, и каменными арочными мостами Синьфан (заложен в эпоху империи Лян и позже три раза реконструировался) и Чжунсинь (построен в 1918 году).
Улица Цингоган, протянувшаяся в районе Чжунлоу вдоль старого канала, известна историческими особняками, храмами предков, музеями, оперными залами, мастерскими каллиграфии, современными скульптурами, ресторанами и сувенирными магазинами.
В уезде Лиян расположено живописное озеро Тяньму, вокруг которого оборудована популярная туристическая зона с отелями, горячими источниками, гольф-клубом и рыбными ресторанами. Недалеко от озера раскинулся парк Наньшань Чжухай («Бамбуковое море Южной горы»). Здесь среди бамбуковых рощ расположены живописные ручьи и установлены скульптуры, имеются места для занятий альпинизмом.
В районе горы Маошань, которая известна своими даосскими святилищами и храмами, расположена популярная туристическая зона Дунфанъяньхучэн (Oriental Salt Lake Resort) с отелями, ресторанами и гольф-клубом. Здесь регулярно проводятся театрализованные представления, гастрономические фестивали и кулинарные конкурсы. 
В центре района Цзиньтань расположен общественный парк имени Хуа Логэна, разбитый в 1911 году как частный сад Яюэ. Возле входа в парк находится большая скульптура математика Хуа Логэна, установленная в 1986 году, через год после смерти учёного. Также в парке имеются водоём с павильоном в традиционном китайском стиле, большие часы, символизирующие начало нового века, отреставрированный участок старой городской стены, парковые фонтаны и различные скульптуры.
В округе сохранился 44-километровый древний канал (Цзинхан Юньхэ), который пересекает Чанчжоу с юго-востока на северо-запад и является составной частью Великого канала. Он был прорыт в эпоху Суй и затем несколько раз подвергался реконструкции. По каналу постоянно курсировали лодки с императорской почтой и грузовые суда. Раньше вдоль канала располагались склады богатейших купцов Чанчжоу, принимавшие древесину, рис, бобы, чай, ткани, керамику, бумагу, специи и фрукты.

## Культура

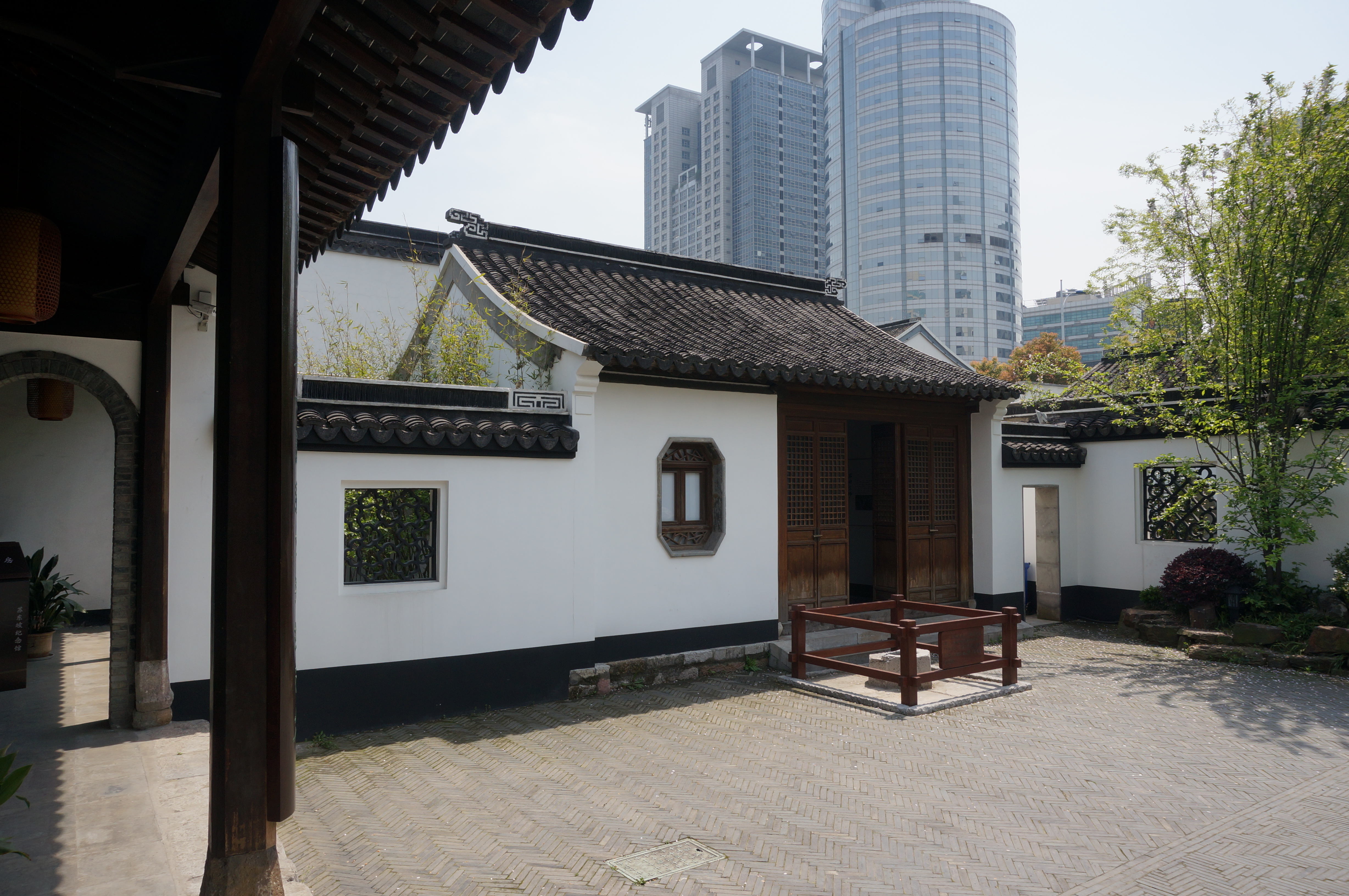
Музей Су Дунпо

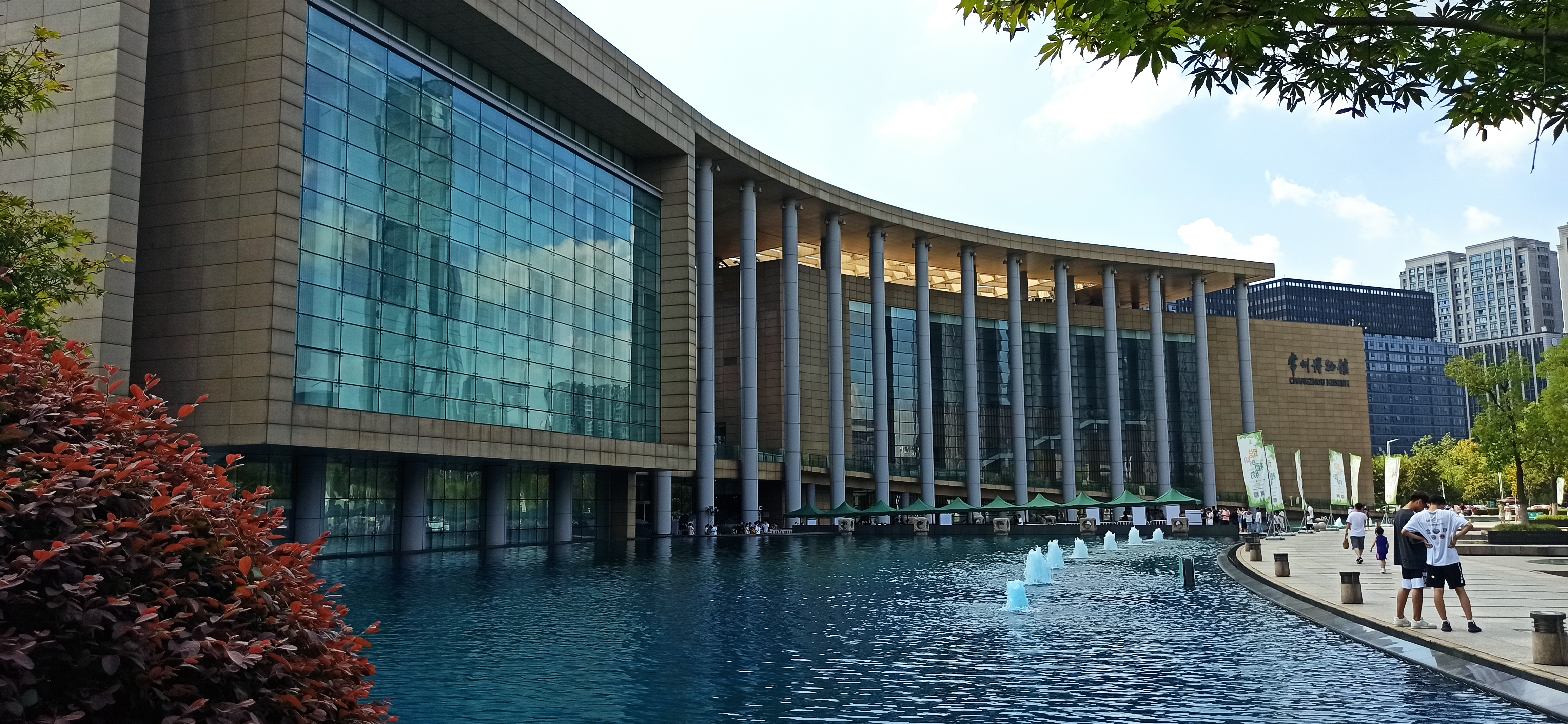
Музей Чанчжоу

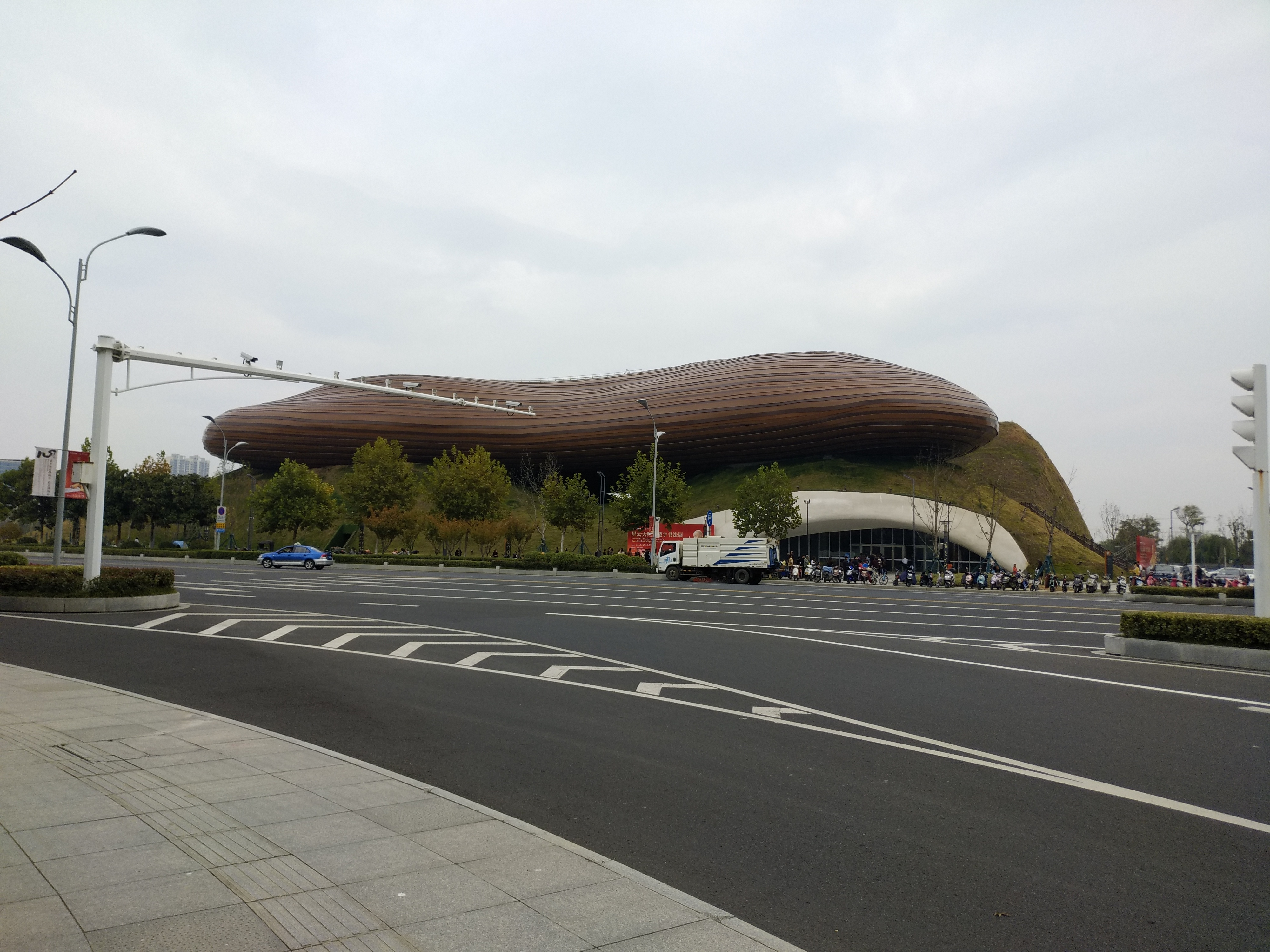
Музей Лияна

В Чанжоу развиты такие ремёсла, как изготовление расписных расчёсок, вышивка по шёлку, резьба по бамбуку и корнепластика (изготовление скульптур из переплетённых корней и веток). Со времён империи Тан Чанчжоу славится своими кунжутными конфетами. 
Другими традиционными блюдами Чаочжоу являются слоёные кунжутные пироги со смальцем, маринованная редька, суп из рыбьих голов, ферментированный клейкий рис, сладкие клёцки из клейкой рисовой муки, фунчоза (которую в Чанчжоу называют «серебряной нитью» и «драконьей бородой»), баоцзы с разной начинкой, жаренная свинина и запечённая в глине курица.
Музей Су Дунпо, также известный как Старый музей глицинии (Тэнхуа Цзюгуань), является историческим зданием, где провёл свои последние годы поэт Су Ши. Кроме того, в Чанчжоу имеются мемориалы и дома-музеи поэтов Дай Шулуня и Чжао И, филолога Дуань Юйцая, писателей Ли Баоцзя и Цюй Цюбо, лингвистов Чжоу Югуана и Чжао Юаньжэня, художника Тан Ифэня, учёного Хун Лянцзи, военачальника Чэнь Куньшу, промышленника Шэн Сюаньхуая, революционера Чжан Тайлэя и юриста Ши Лян.
Музей Чанчжоу, основанный в 1958 году и открывшийся в новом здании в 2007 году, демонстрирует большую коллекцию артефактов и культурных реликвий, в том числе нефритовые изделия культуры Лянчжу, зелёный фарфор периода Вёсен и Осеней и периода Сражающихся царств, лаковые изделия, фарфор и статуэтки эпохи Сун и Юань, картины и каллиграфию эпохи Мин и Цин.
Современные краеведческие музеи открыты в уезде Лиян, районах Уцзинь и Цзиньтань; также в Цзиньтане построен музей науки и технологий. В Тяньнине сохранился Зал гильдии деревообрабатывающей промышленности Линьцин, превращённый в музей, а в Чжунлоу — мемориальный зал Сунь Ятсена. В каждом районе Чанчжоу имеются региональные библиотеки. Кроме того, свои библиотеки имеют все ведущие высшие учебные заведения Чанчжоу. В округе работает несколько популярных труп оперы Уси.
В последние годы в рамках джентрификации пришедших в упадок промышленных кварталов в зданиях старых фабрик и заводов открываются креативные кластеры, музеи, детские студии, офисы, магазины и рестораны, а на территории — общественные скверы.

## Наука и образование

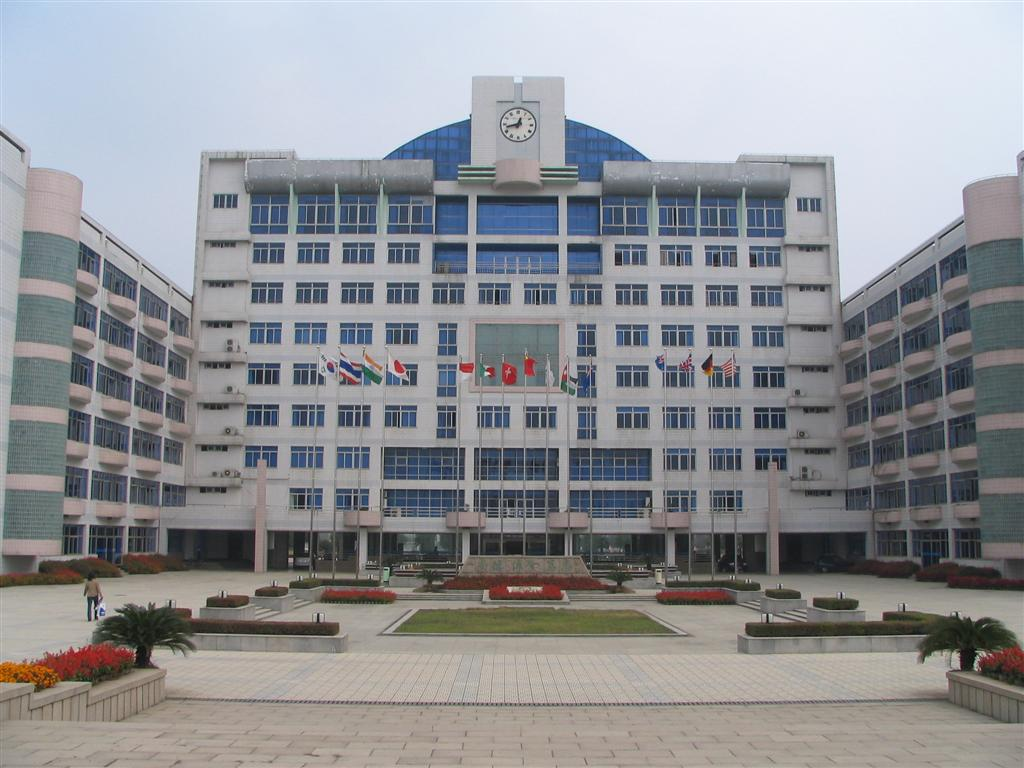
Международная школа Чанчжоу

В округе расположены Чанчжоуская база высшего профессионального образования и научно-образовательный городок Чанчжоу. Также в Чанчжоу базируются:  
- Университет Чанчжоу
- Технологический университет Цзянсу
- Кампус университета Хохай
- Кампус Нанкинского университета аэронавтики и астронавтики
- Педагогический университет Цзянсу
- Технологический институт Чанчжоу
- Институт инженерных технологий Чанчжоу
- Институт мехатронных технологий Чанчжоу
- Институт туризма и торговли Чанчжоу
- Медицинский колледж Чанчжоу
- Колледж информационных технологий Чанчжоу
- Уцзиньский колледж Университета радио и телевидения Цзянсу

## Здравоохранение

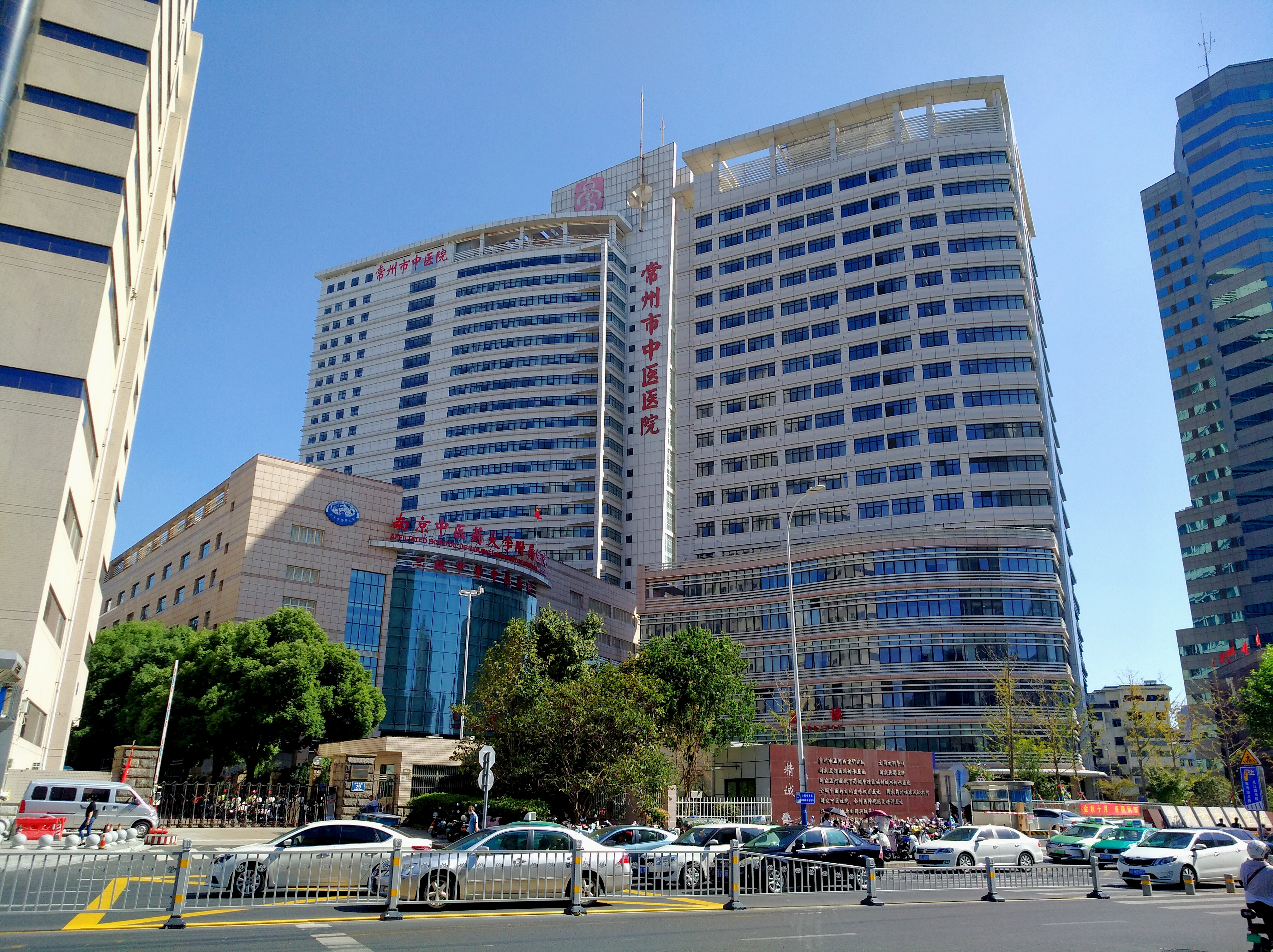
Больница традиционной китайской медицины

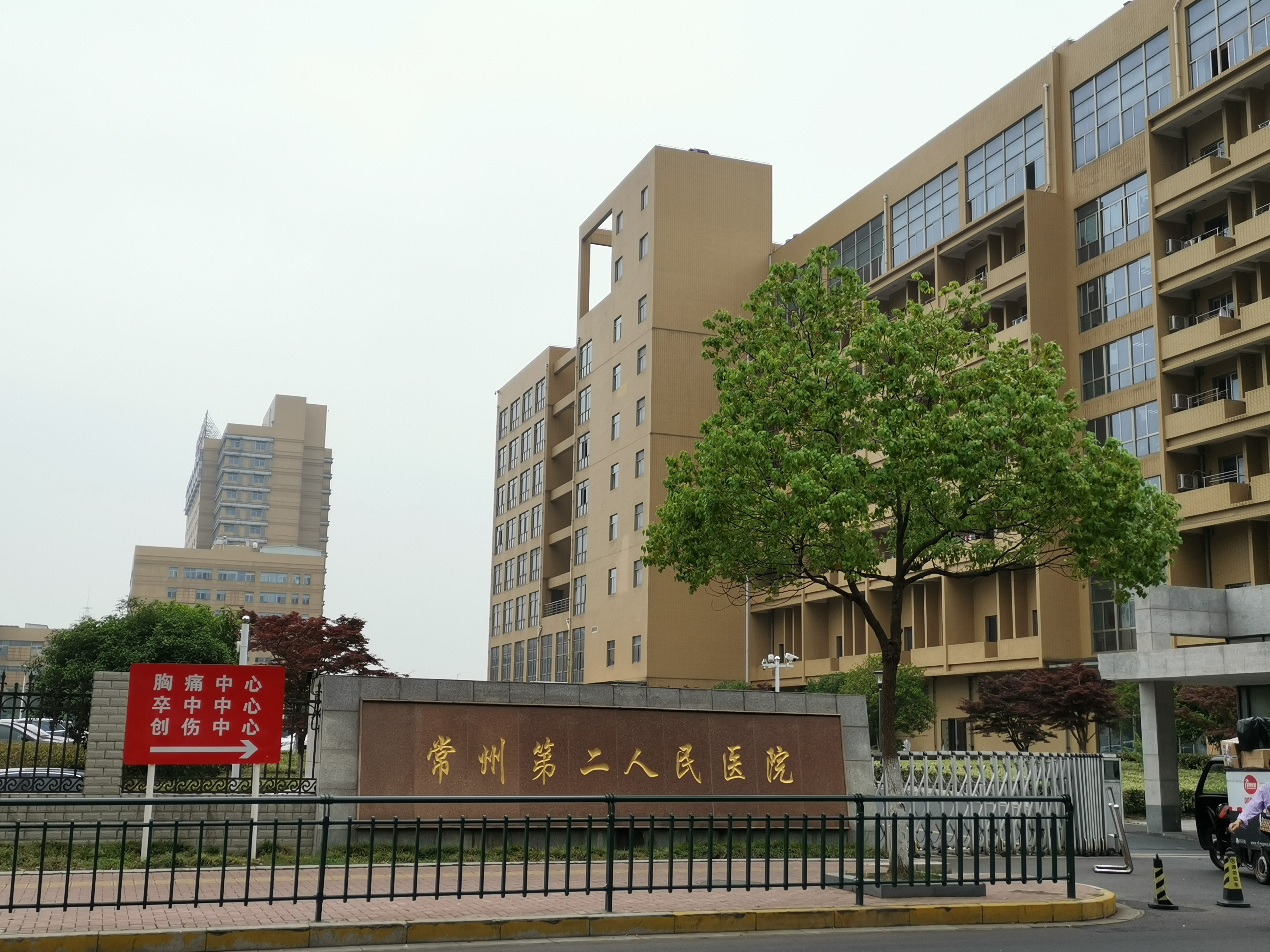
Народная больница № 2

В Чанчжоу имеются как государственные больницы (в том числе муниципальные, районные и ведомственные больницы, районные стоматологические поликлиники и центры здоровья матери и ребенка), так и частные больницы. Крупнейшими больницами Чанчжоу являются:
- Народная больница № 1
- Народная больница № 2
- Народная больница № 3
- Народная гериатрическая больница № 7
- Народная больница района Синьбэй
- Народная больница района Цзиньтань
- Народная больница района Уцзинь
- Муниципальная детская больница
- Больница традиционной китайской медицины
- Больница Дэань
- Больница Цзююэ
- Больница Жэньцы
- Больница Канжуй Сенчури
- Реабилитационная больница Фусин
- Реабилитационная больница Минчжоу
- Военный госпиталь № 904
- Центр здравоохранения Бэйган

## Спорт
Олимпийский спортивный центр Чанчжоу расположен в районе Синьбэй. Он включает в свой состав стадион на 38 тыс. мест, крытую арену Синьчэн Гимназиум на 6,2 тыс. зрителей, центр водных видов спорта на 2,3 тыс. зрителей, крытые теннисные корты и детскую спортивную школу. Стадион служит домашней ареной для футбольного клуба «Чанчжоу Тяньшань».
Спортивный комплекс в районе Уцзинь имеет стадион международного уровня для проведения соревнований по хоккею на траве. Несколько стадионов и спортивных комплексов принадлежат международным школам, колледжам и университетам Чанчжоу. В Чанчжоу проходили отборочные соревнования чемпионата мира по хоккею на траве среди мужчин (2006), турниры по бадминтону серии China Masters (2008 и 2015), женский турнир Трофея чемпионов по хоккею на траве (2018).

## Известные уроженцы
На территории современного Чанчжоу родились поэт Чу Гуанси (707), инженер и математик Тан Шуньчжи (1507), врач, поэт и историк Ван Кэньтан (1549), художник Юнь Шоупин (1633), поэт и историк Чжао И (1727), государственный деятель и философ Хун Лянцзи (1746), чиновник и предприниматель Шэн Сюаньхуай (1844), лингвист и философ У Чжихуэй (1865), журналист Ли Баоцзя (1867), революционер Чжан Тайлэй (1898), публицист Цюй Цюбо (1899), ботаник Цинь Жэньчан (1899), лингвист Чжоу Югуан (1906), певица и киноактриса Чжоу Сюань (1918), физик Чжуан Фэнган (1925), политик Лю Ци (1942), политик Цзян Динчжи (1954), политик Дин Сюэдун (1960), преподаватель Ли Ян (1969), психофизиолог Дорис Цао (1975), бадминтонист Сюй Чэнь (1984), шахматист Чжоу Вэйци (1986), стрелок Дин Фэн (1987), боксёр Ван Сюаньсюань (1990), актриса Бай Лу (1994), волейболистка Чжан Чаннин (1995), тхэквондист Чжао Шуай (1995), пловчиха Шэнь До (1997).

## Города-побратимы
- Такацуки
- Солихалл
- Дар-эс-Салам
- Прато
- Буффало
- Рокфорд
- Арад
- Нетания
- Куритиба
- Минден
- Эссен
- Ла-Серена
- Ниагара-Фолс
- Джохор-Бару
- Тилбург
- Еленя-Гура
- Ломмел
- Раннерс
- Томск
- Ставрополь
- Токородзава
- Намъянджу
- Чхунчхон
- Эскишехир
- Бо-Бассен — Роз-Хилл

## Галерея

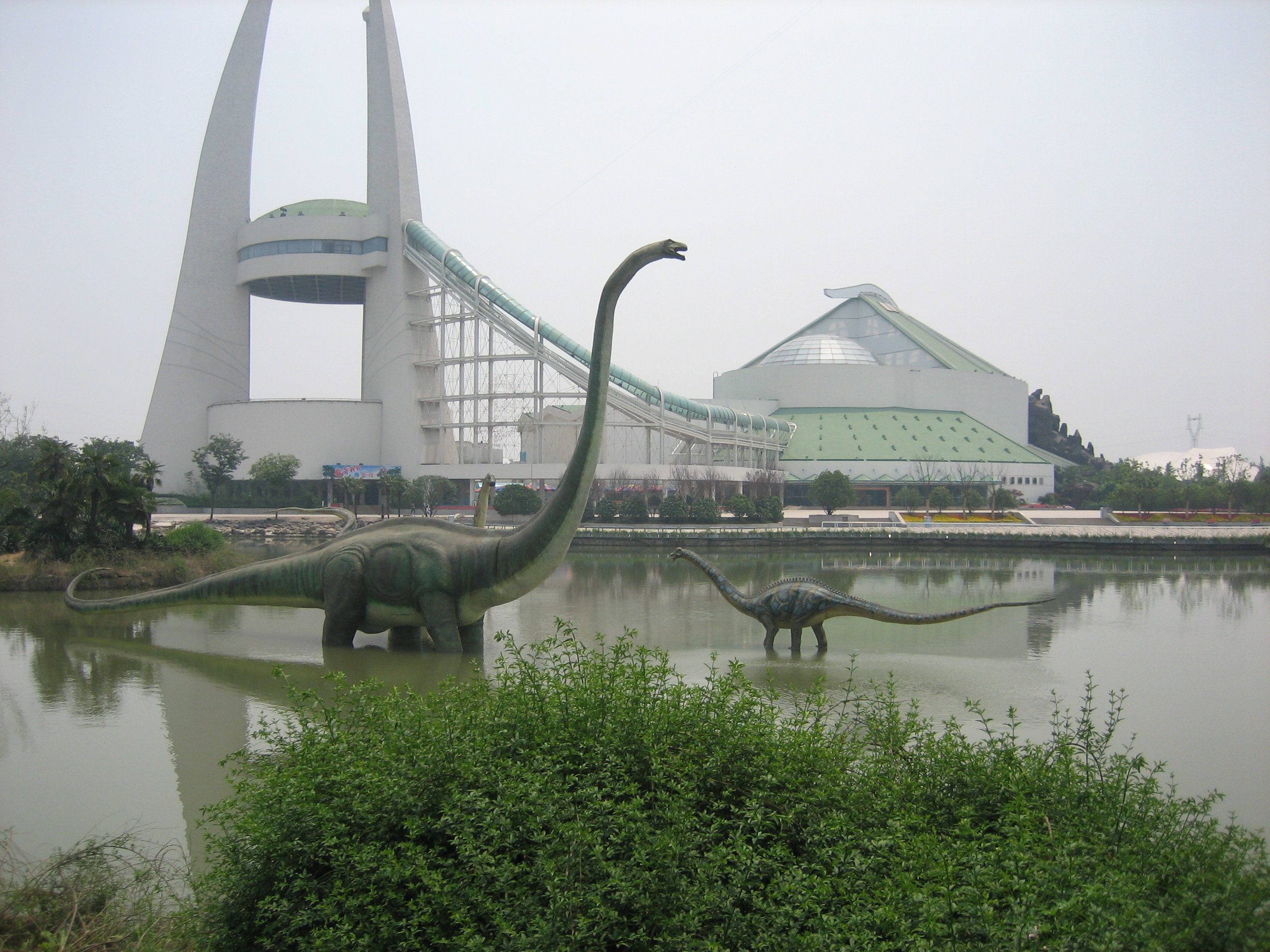
Парк динозавров
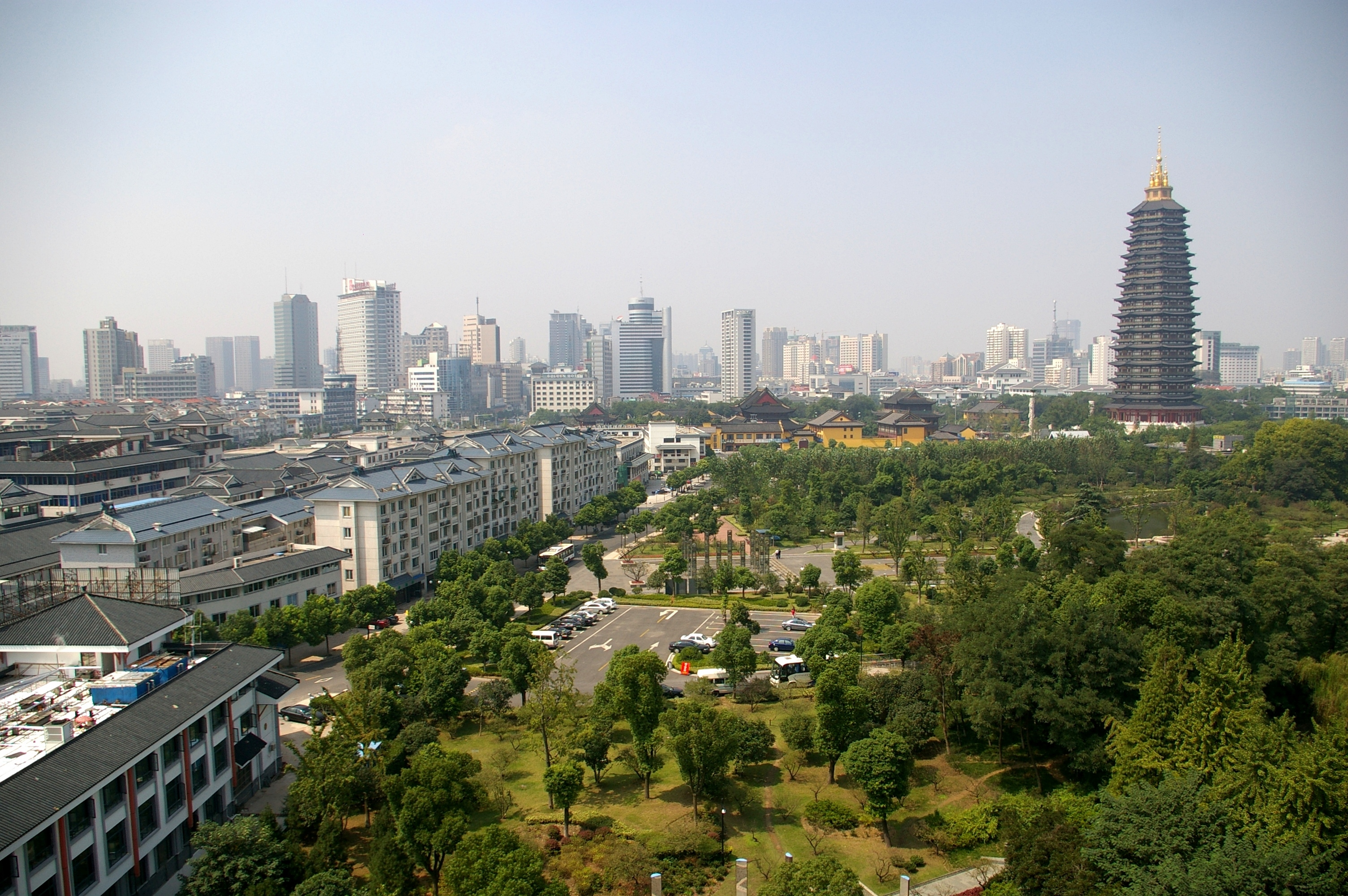
Пагода Тяньнин
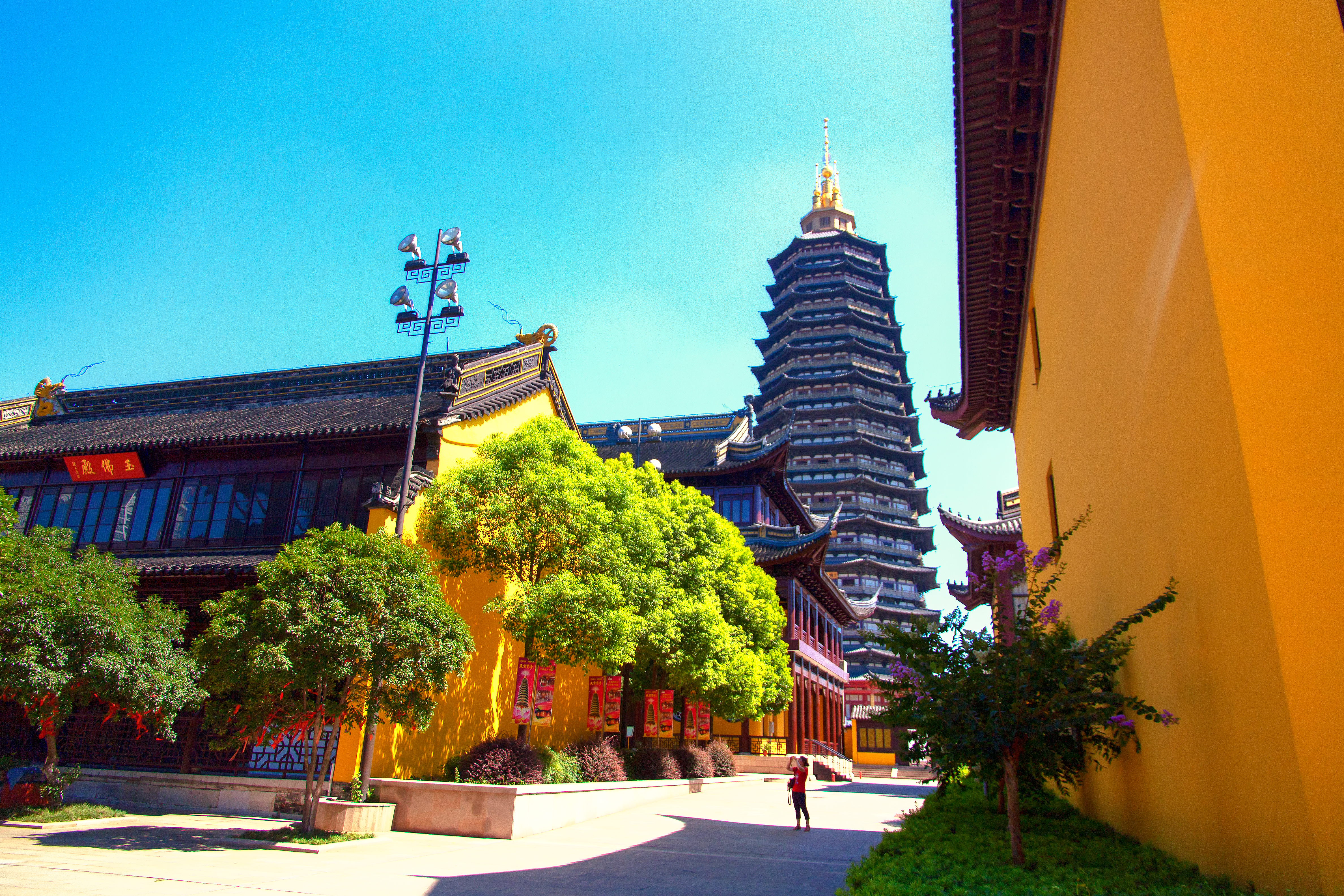
Храм Тяньнин
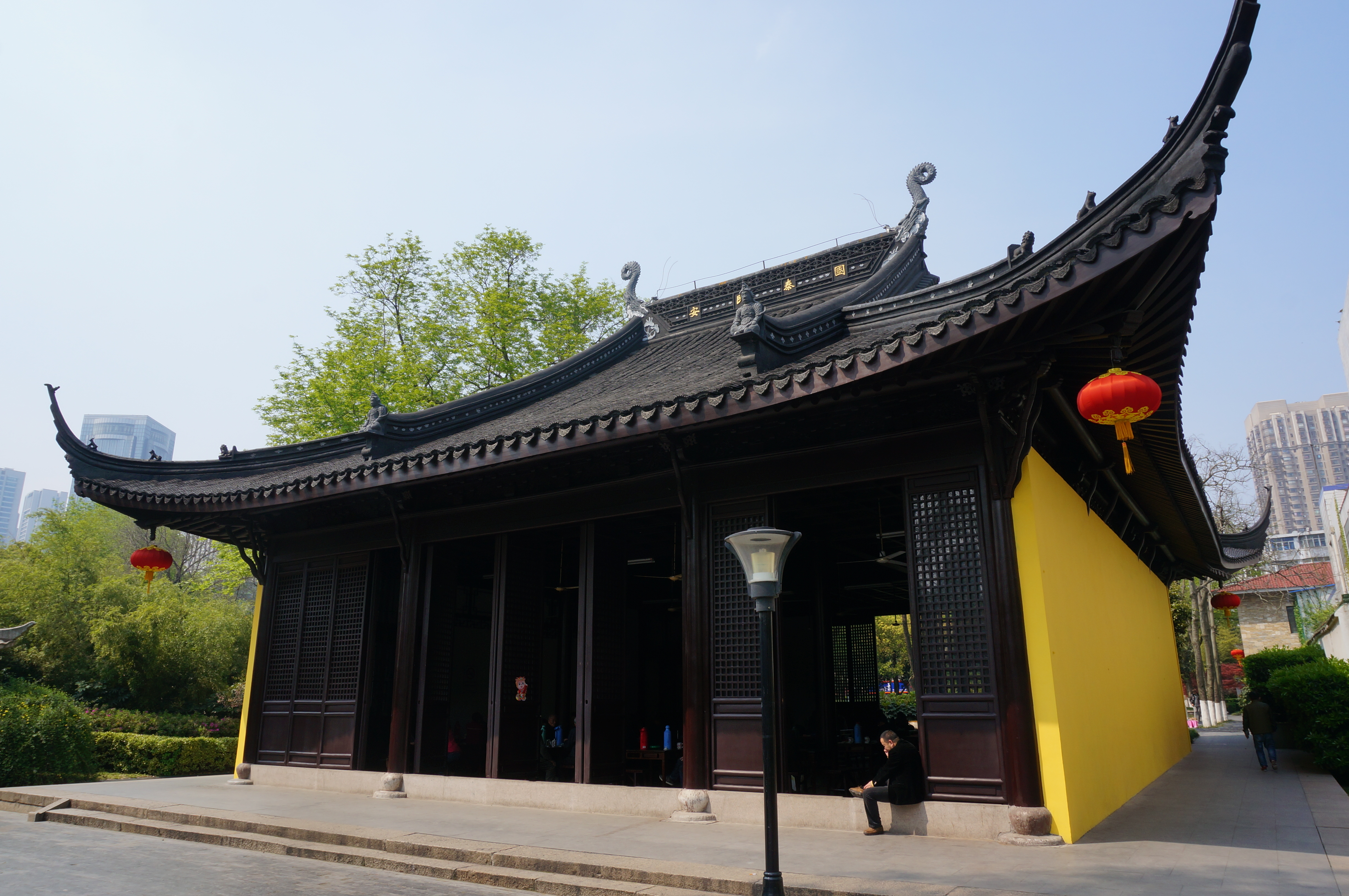
Храм Чунфа
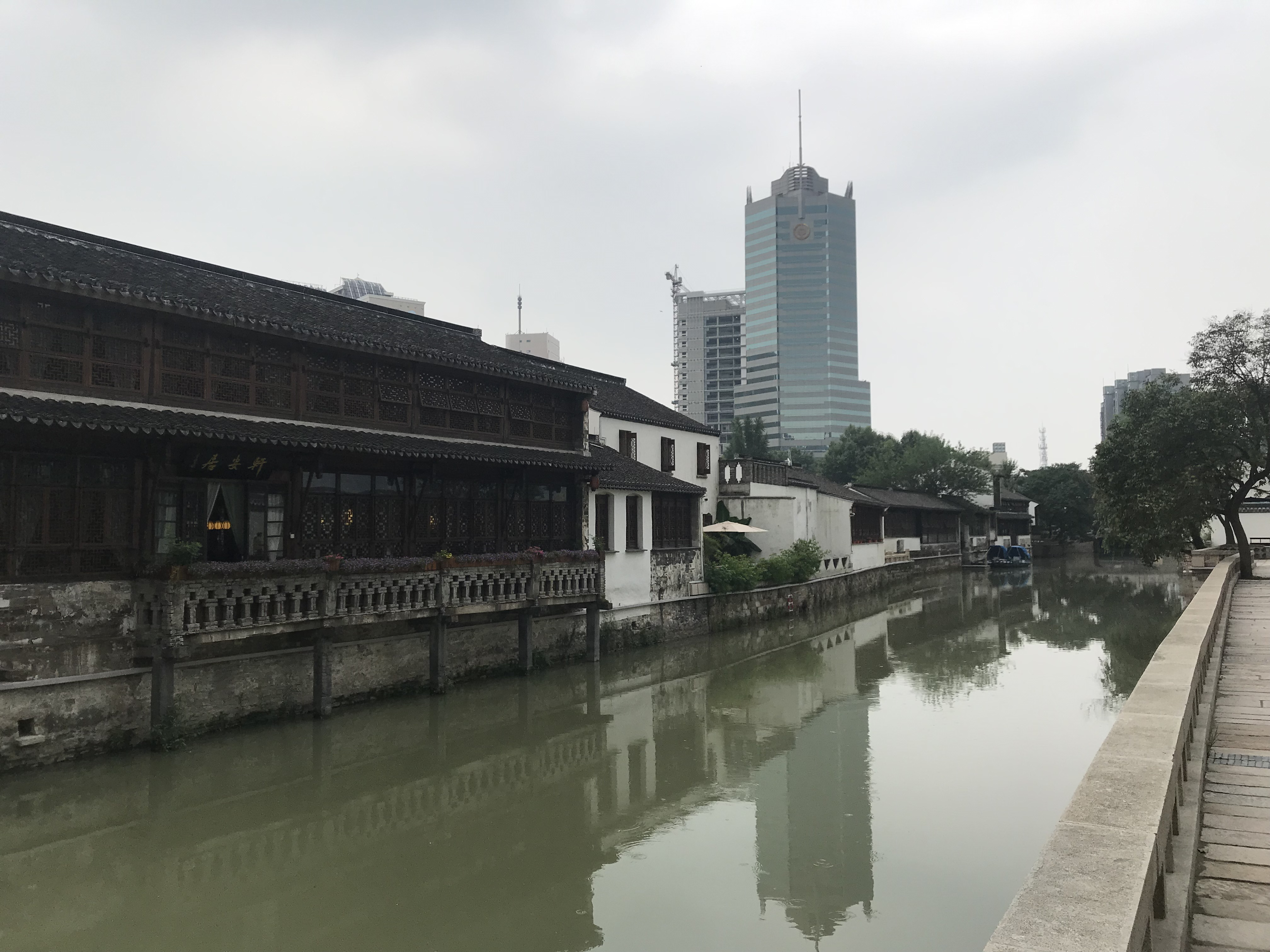
Цинго-Лейн
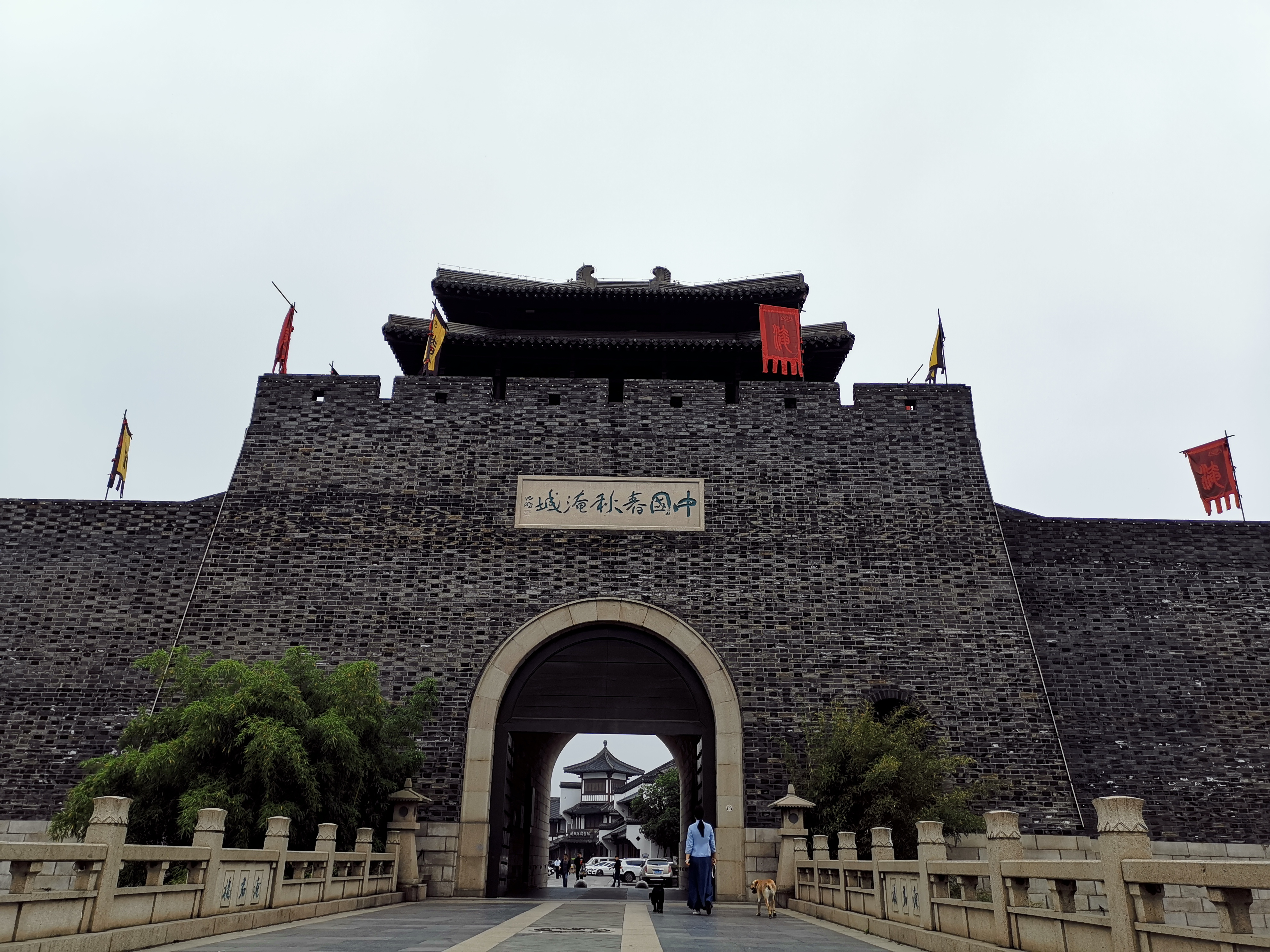
Чуньцю Яньчэн
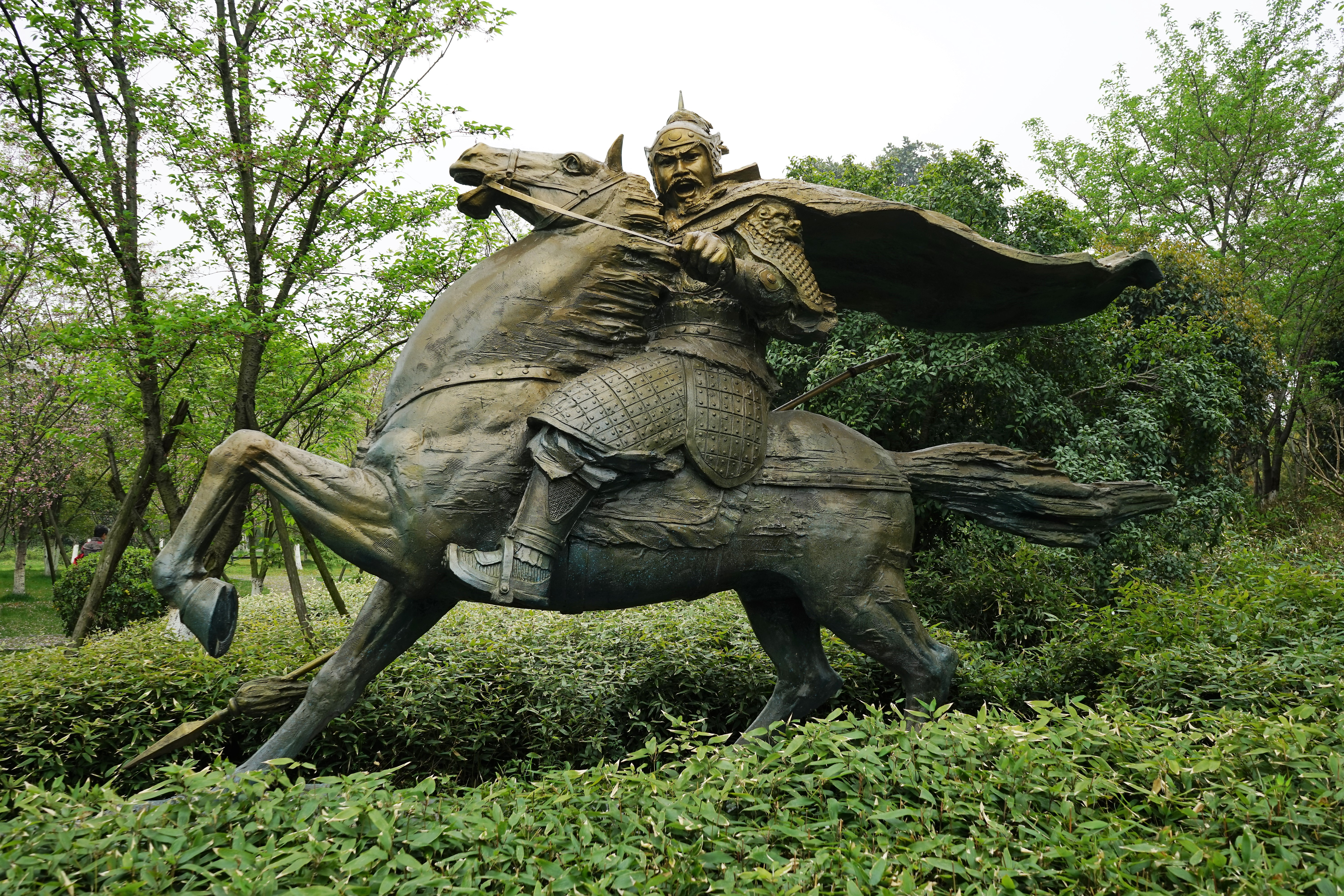
Чуньцю Яньчэн
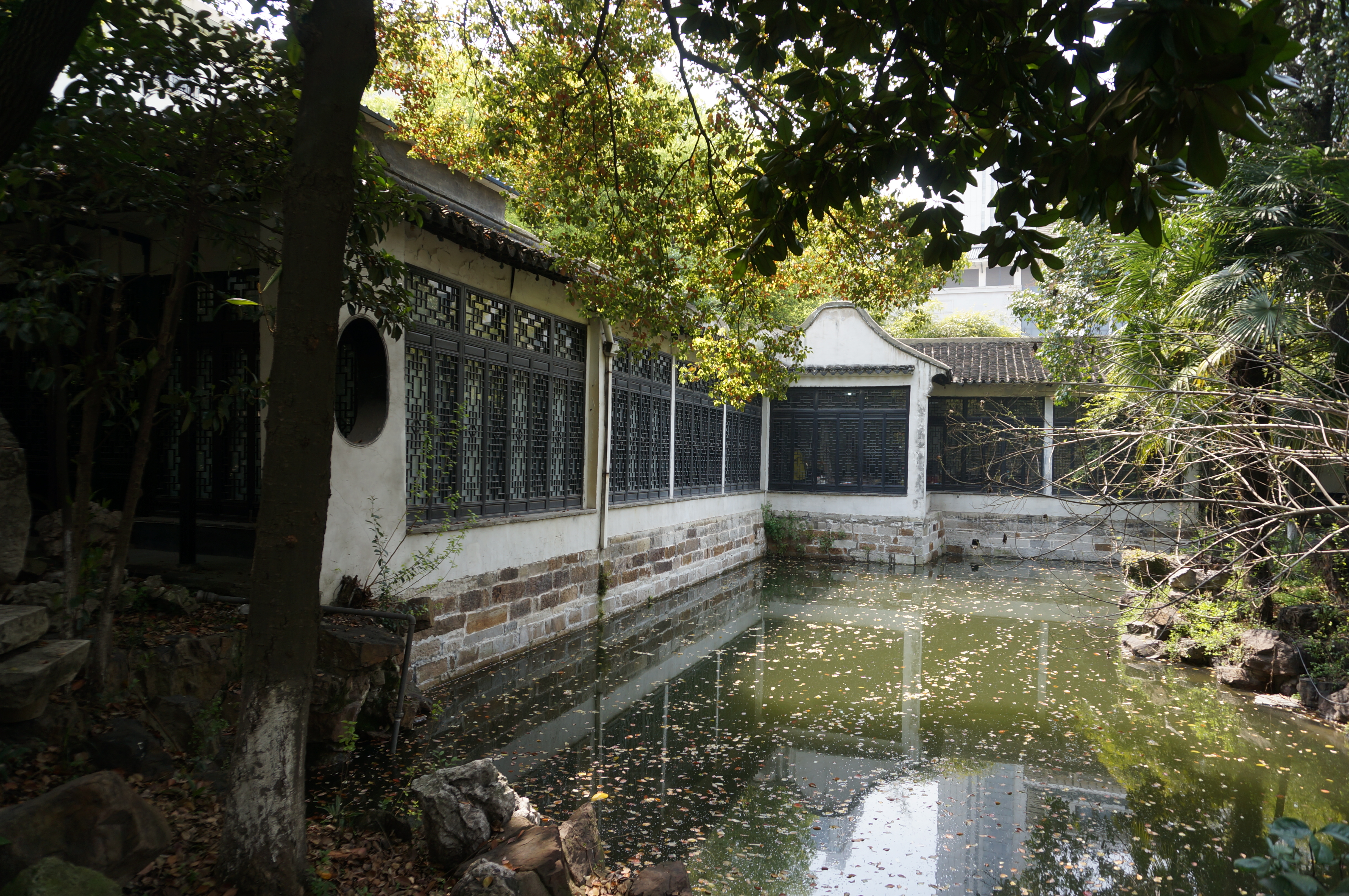
Сад Цзинь
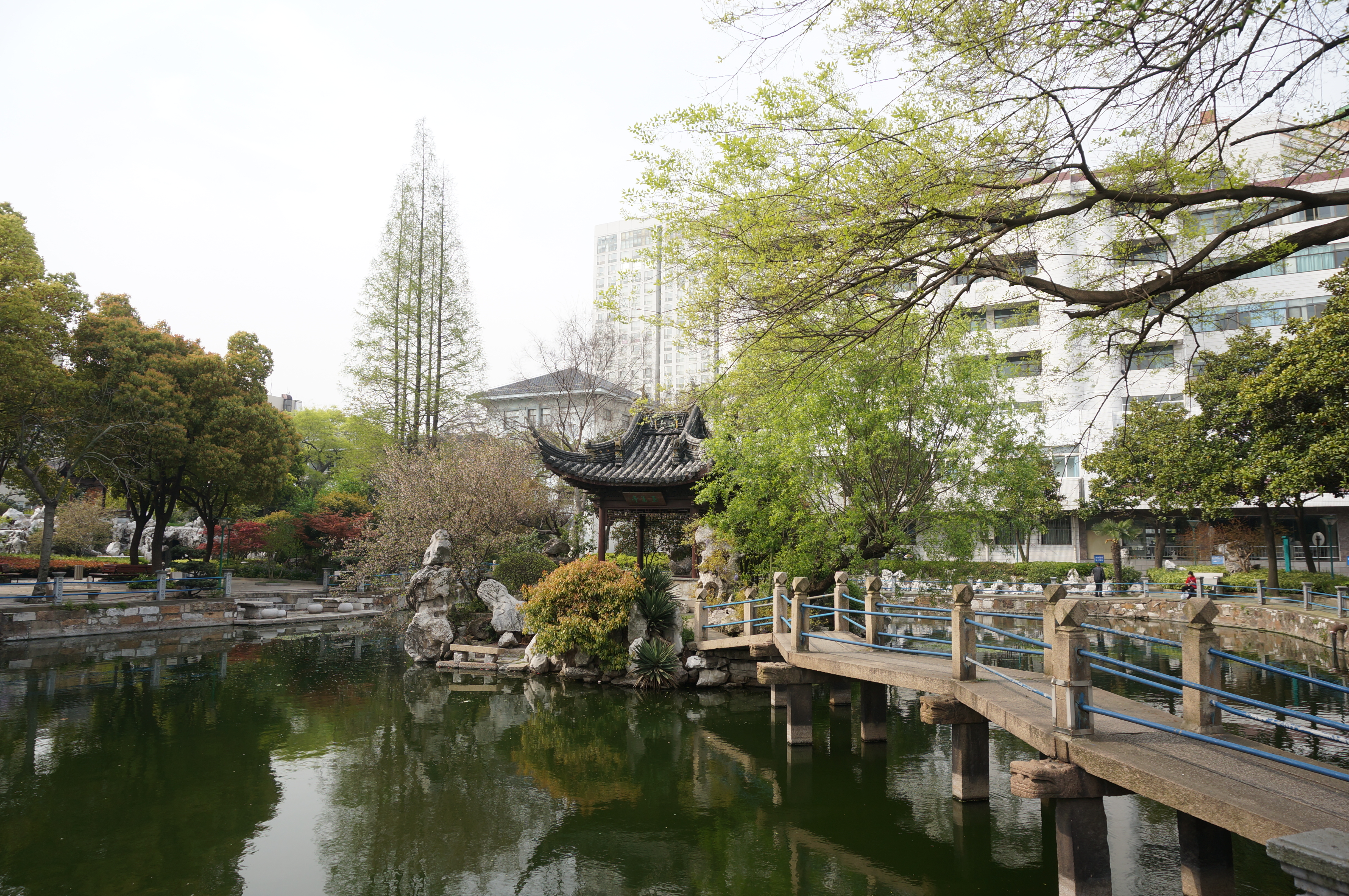
Сад Юэ
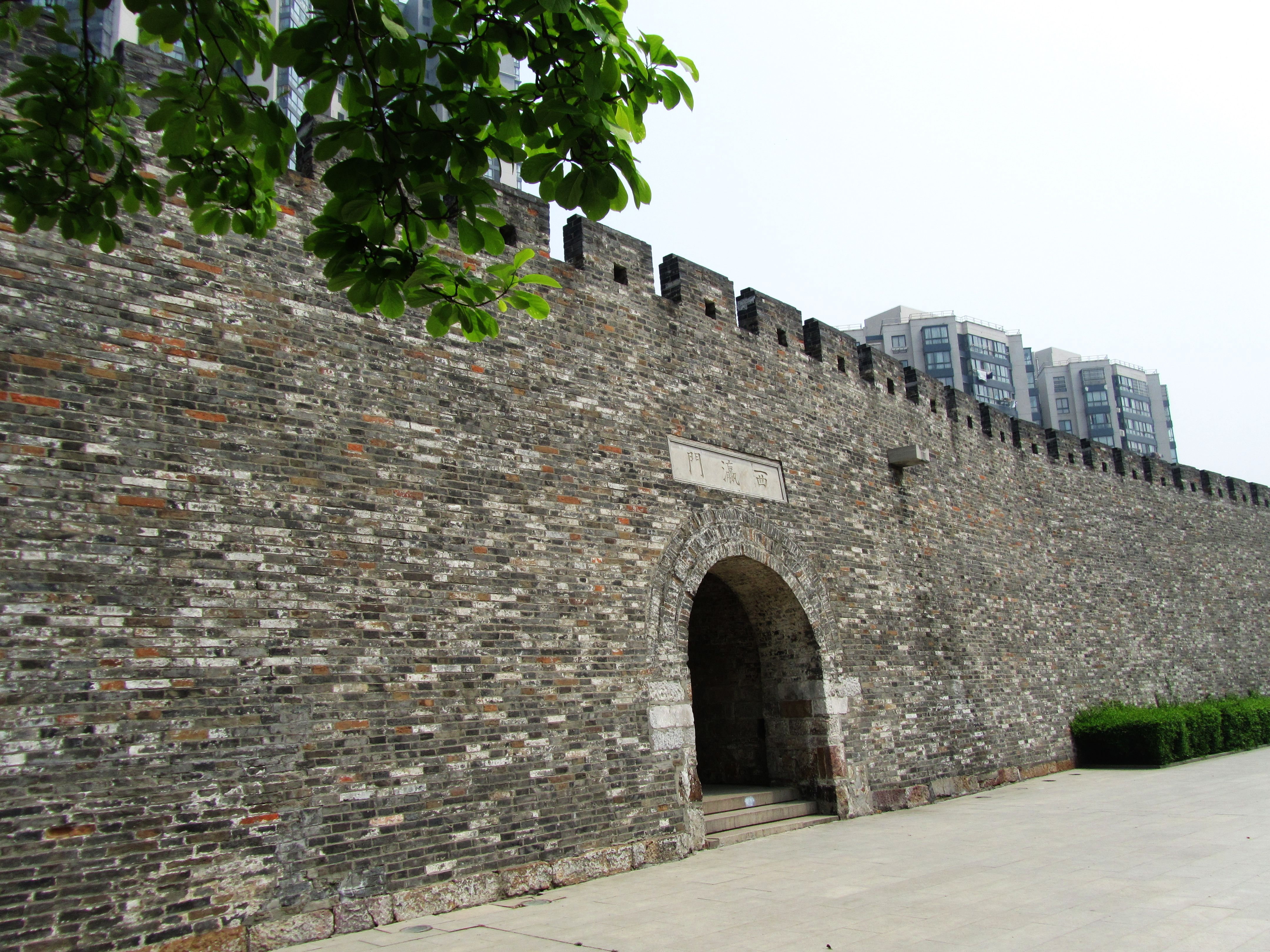
Городская стена
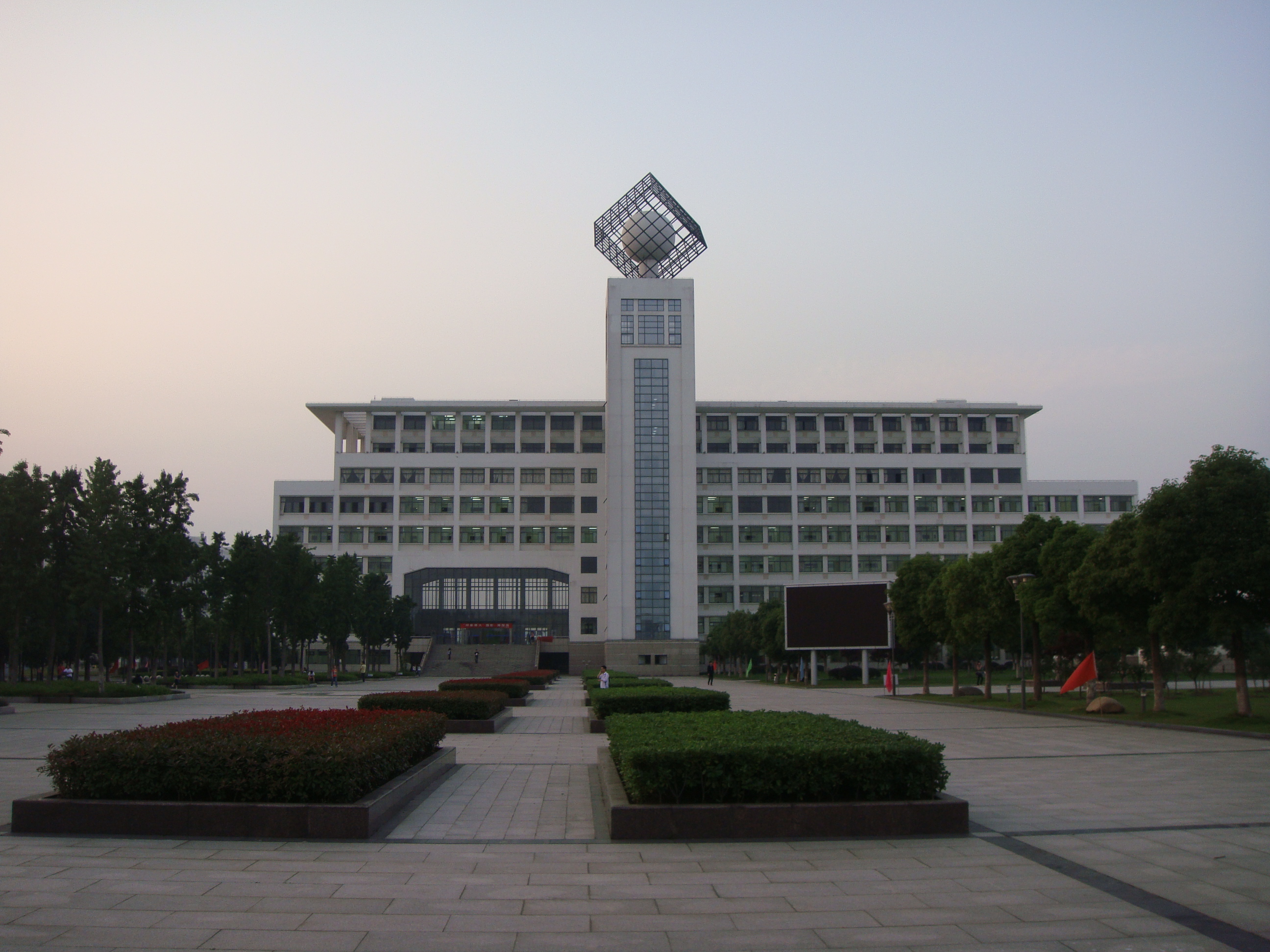
Университет Чанчжоу
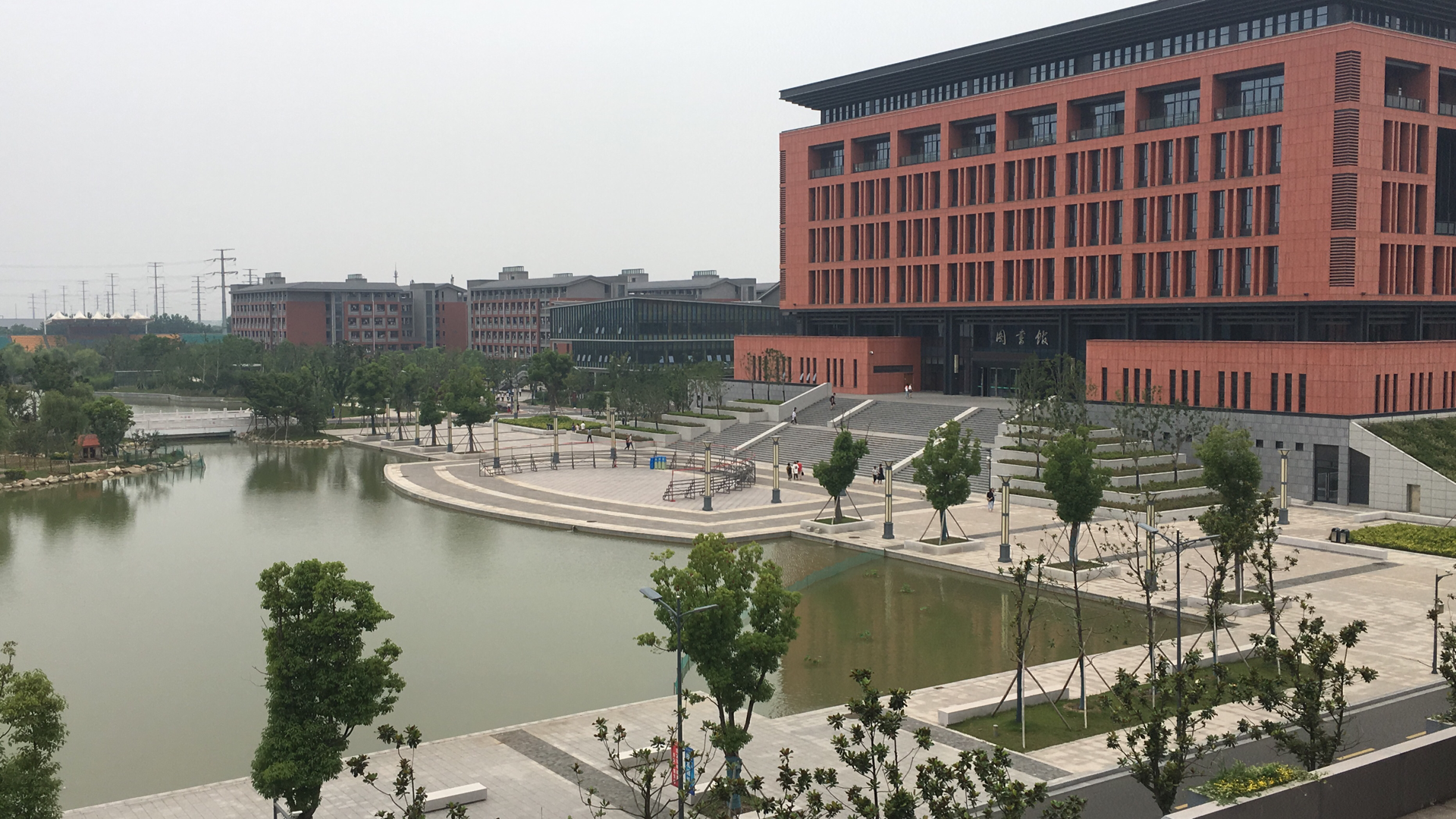
Технологический институт
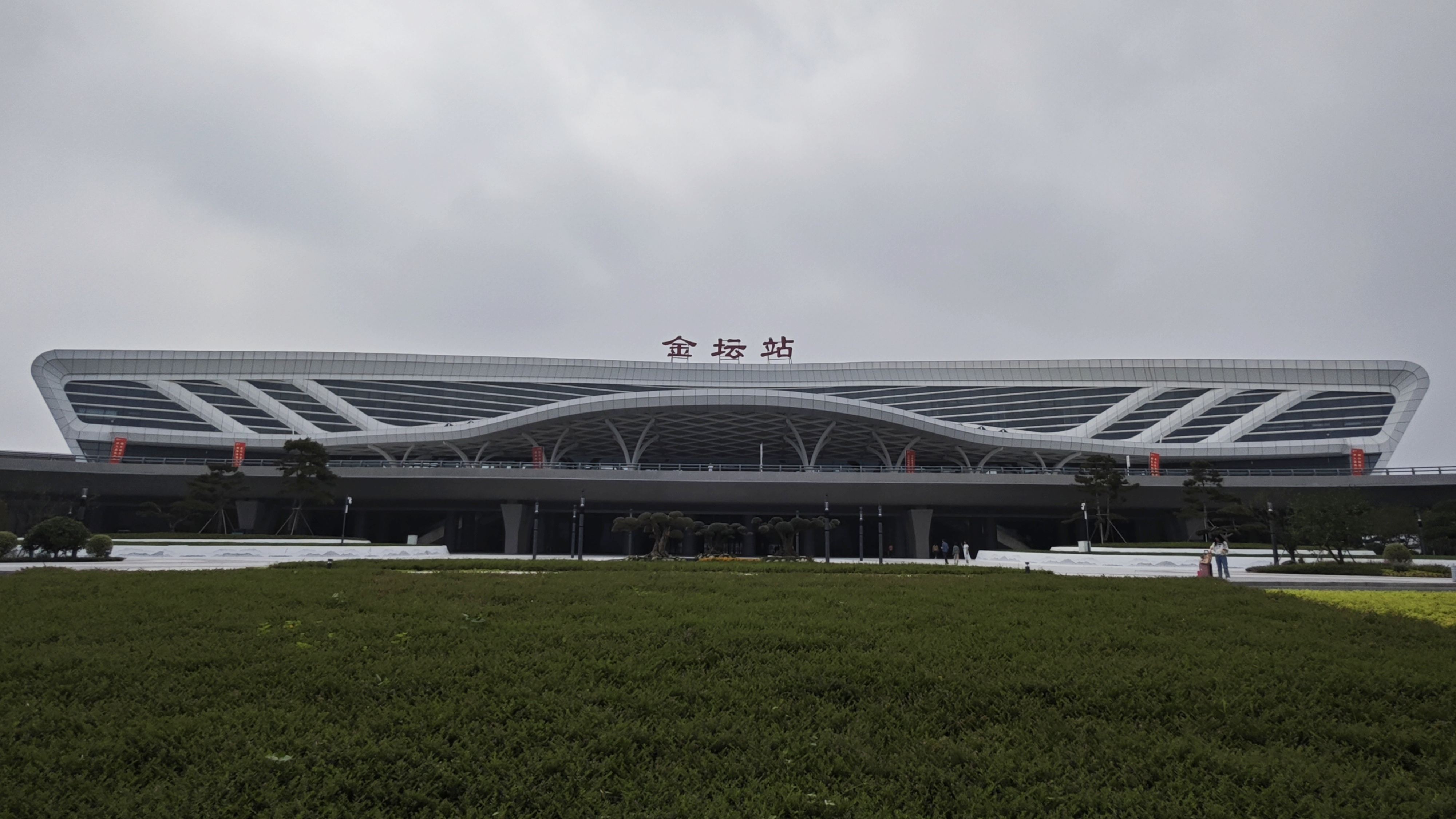
Вокзал Цзиньтань
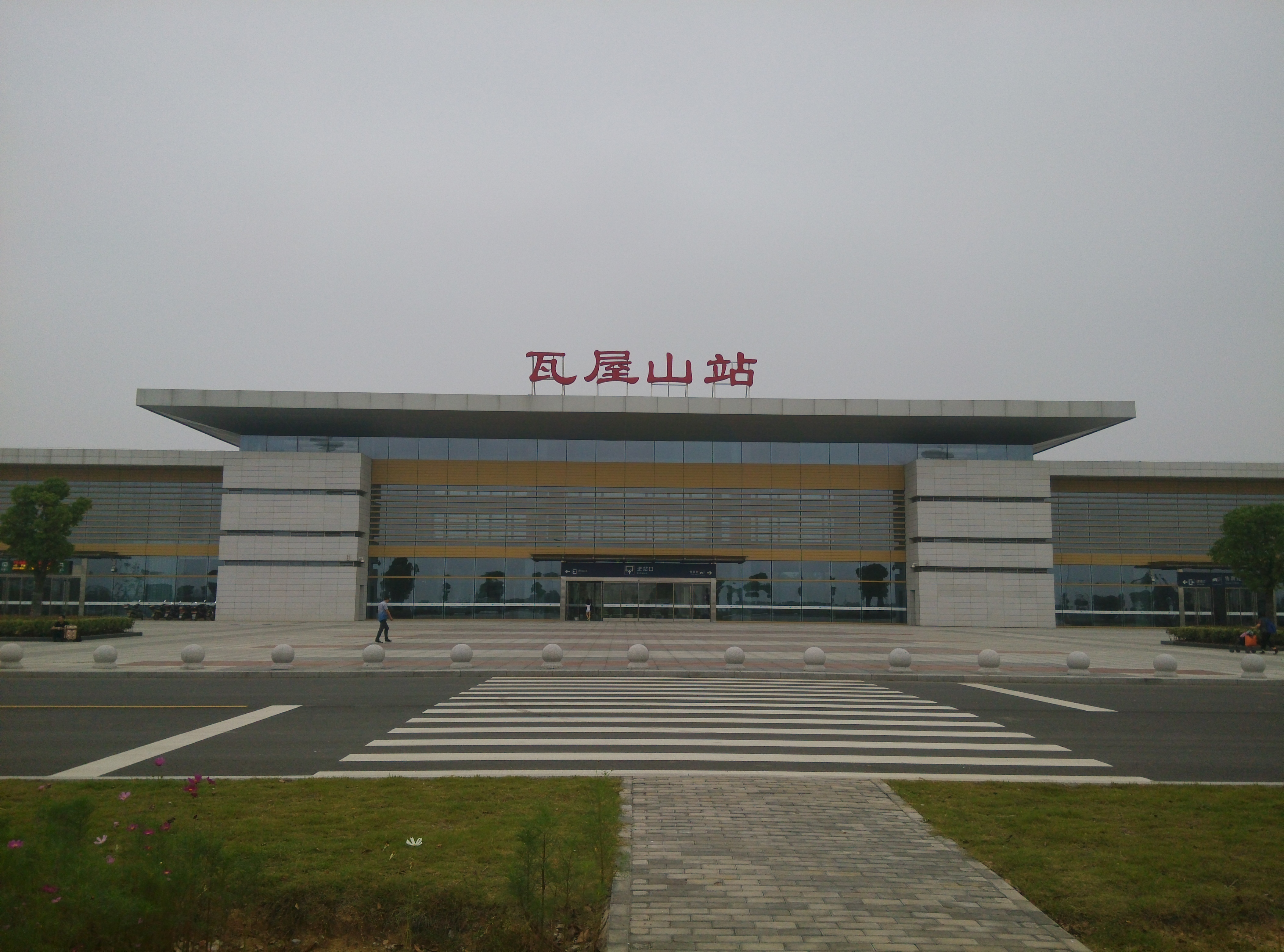
Вокзал Ваушань
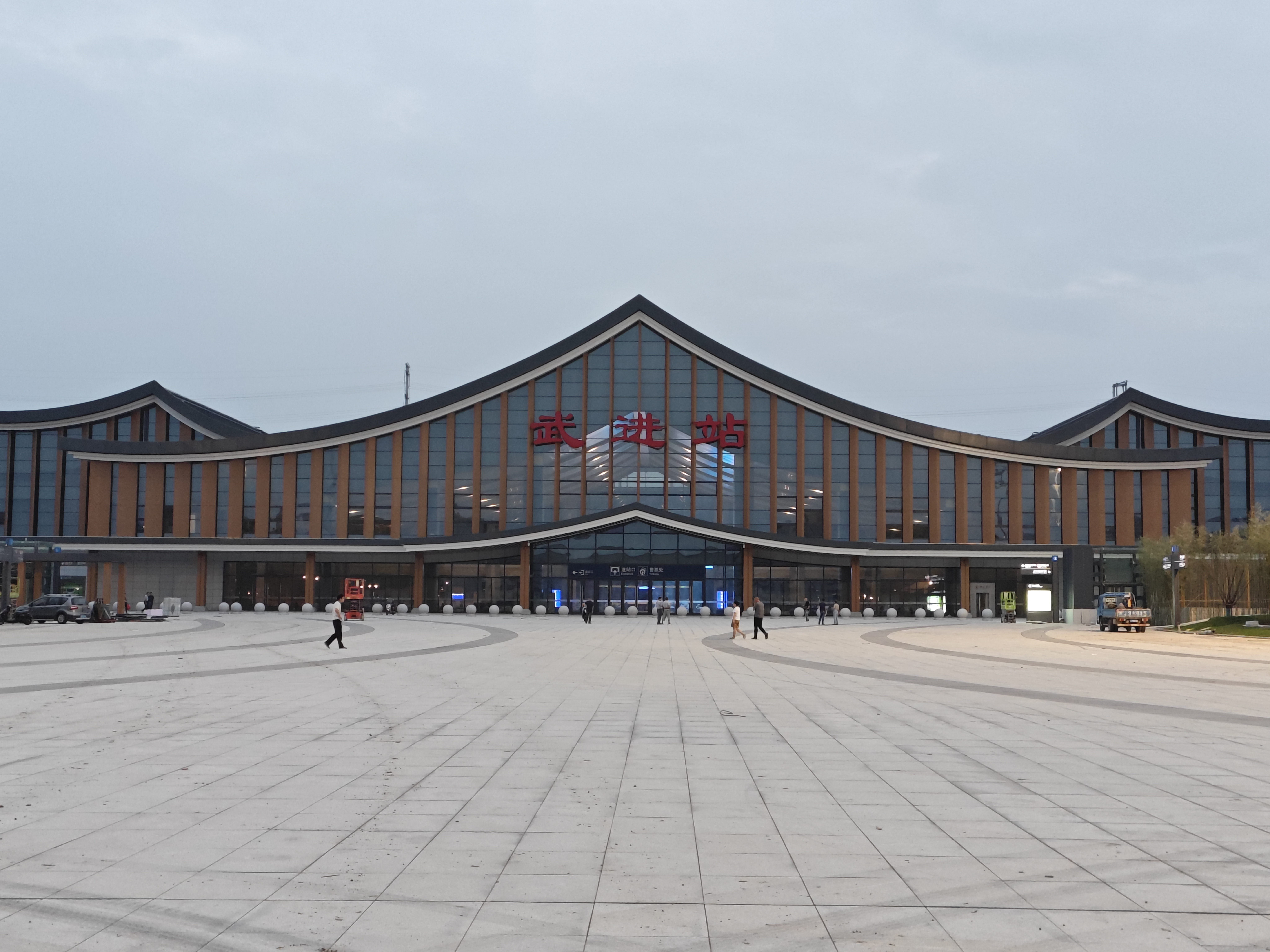
Вокзал Уцзинь
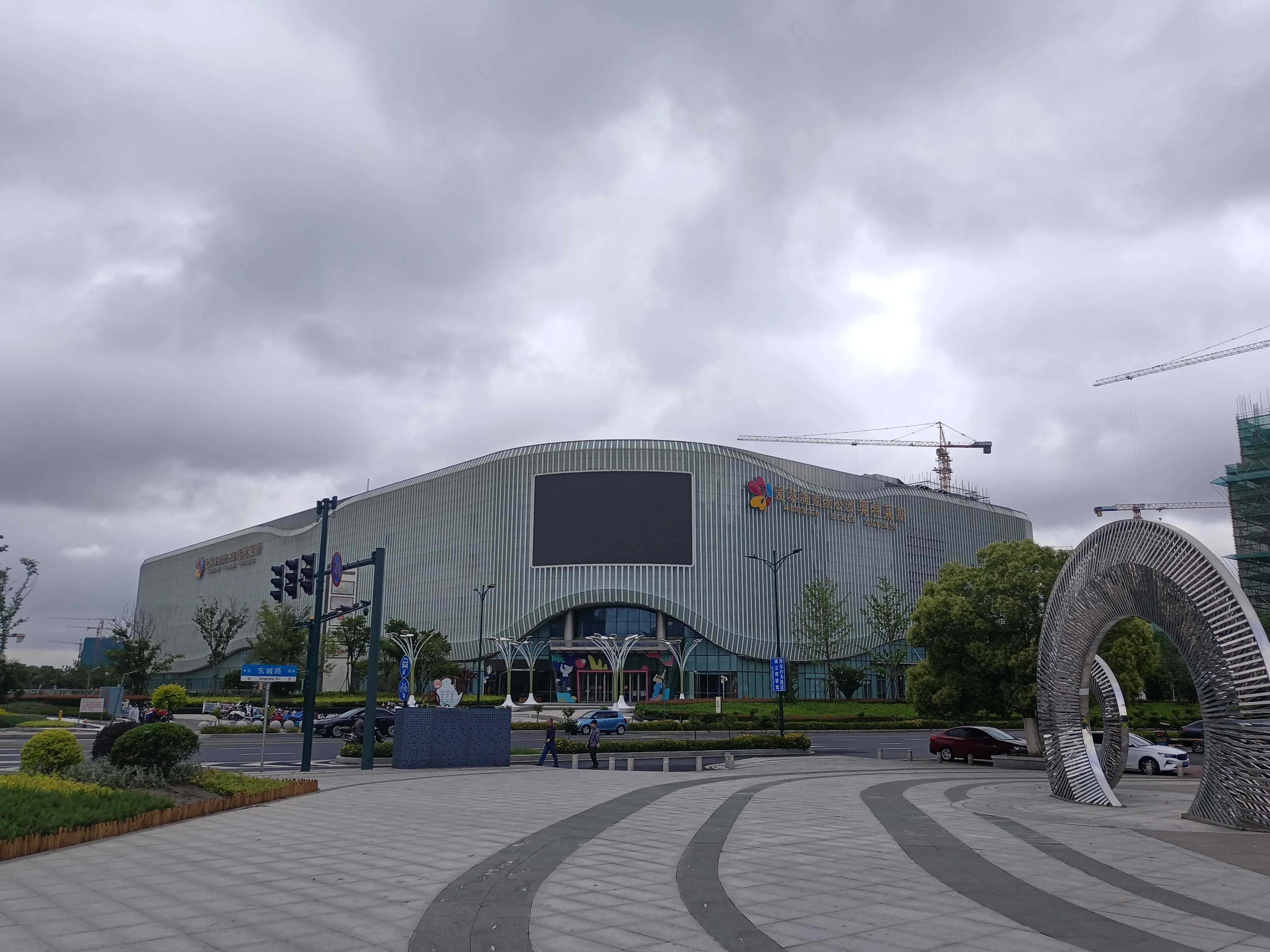
ТРЦ Aegean Place
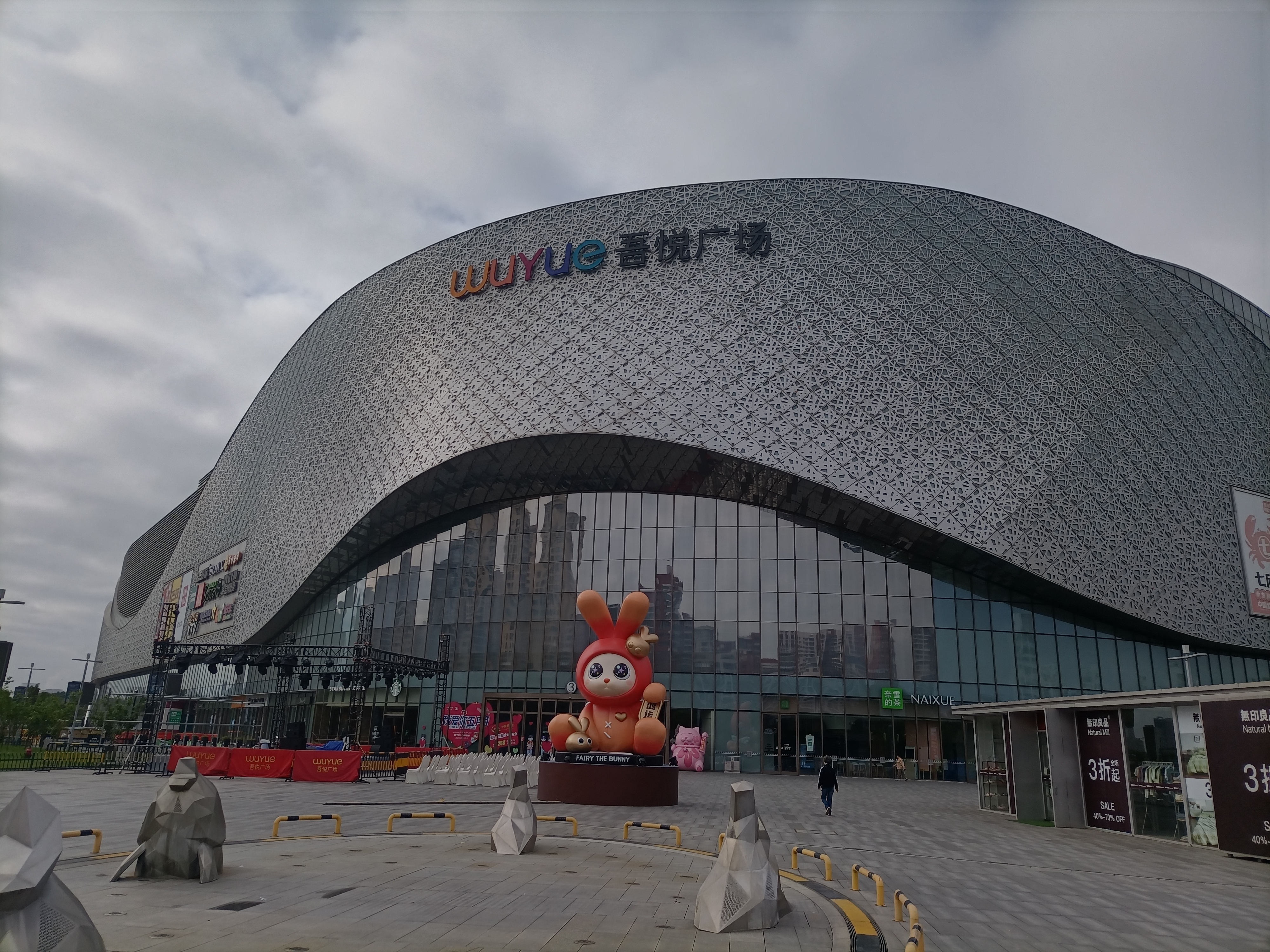
ТРЦ Wuyue Square
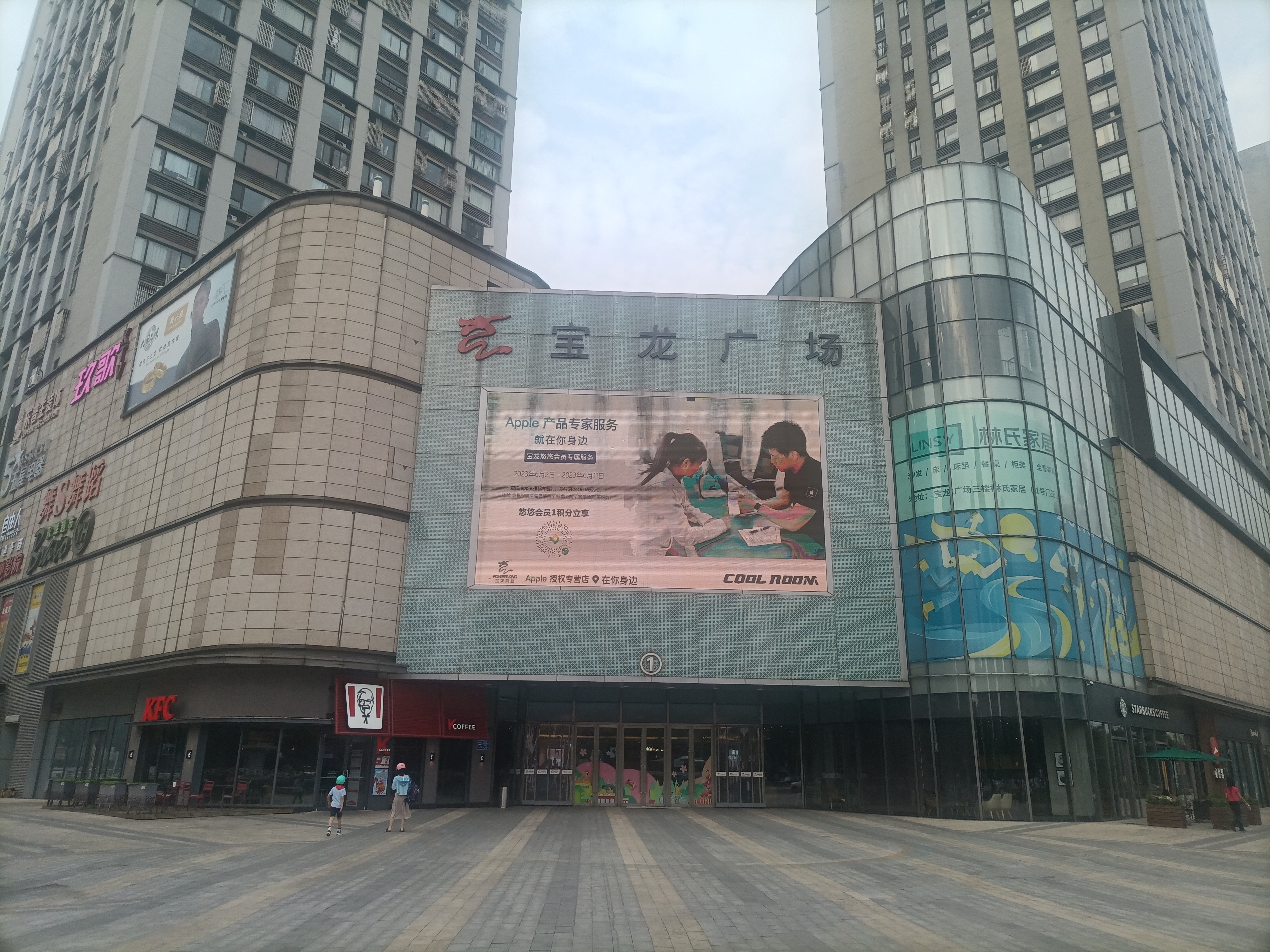
ТРЦ Powerlong Plaza
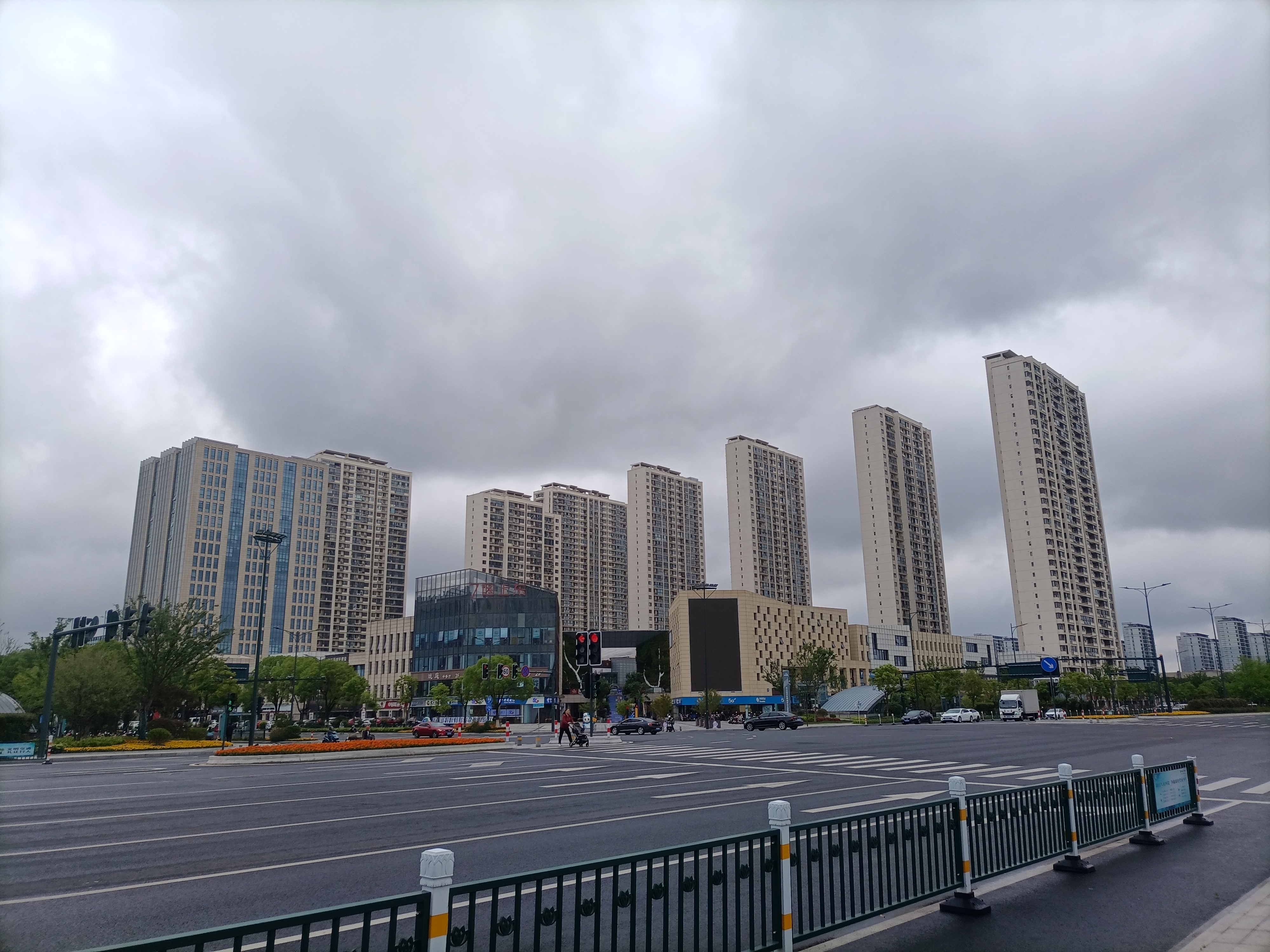
Квартал Лючэн
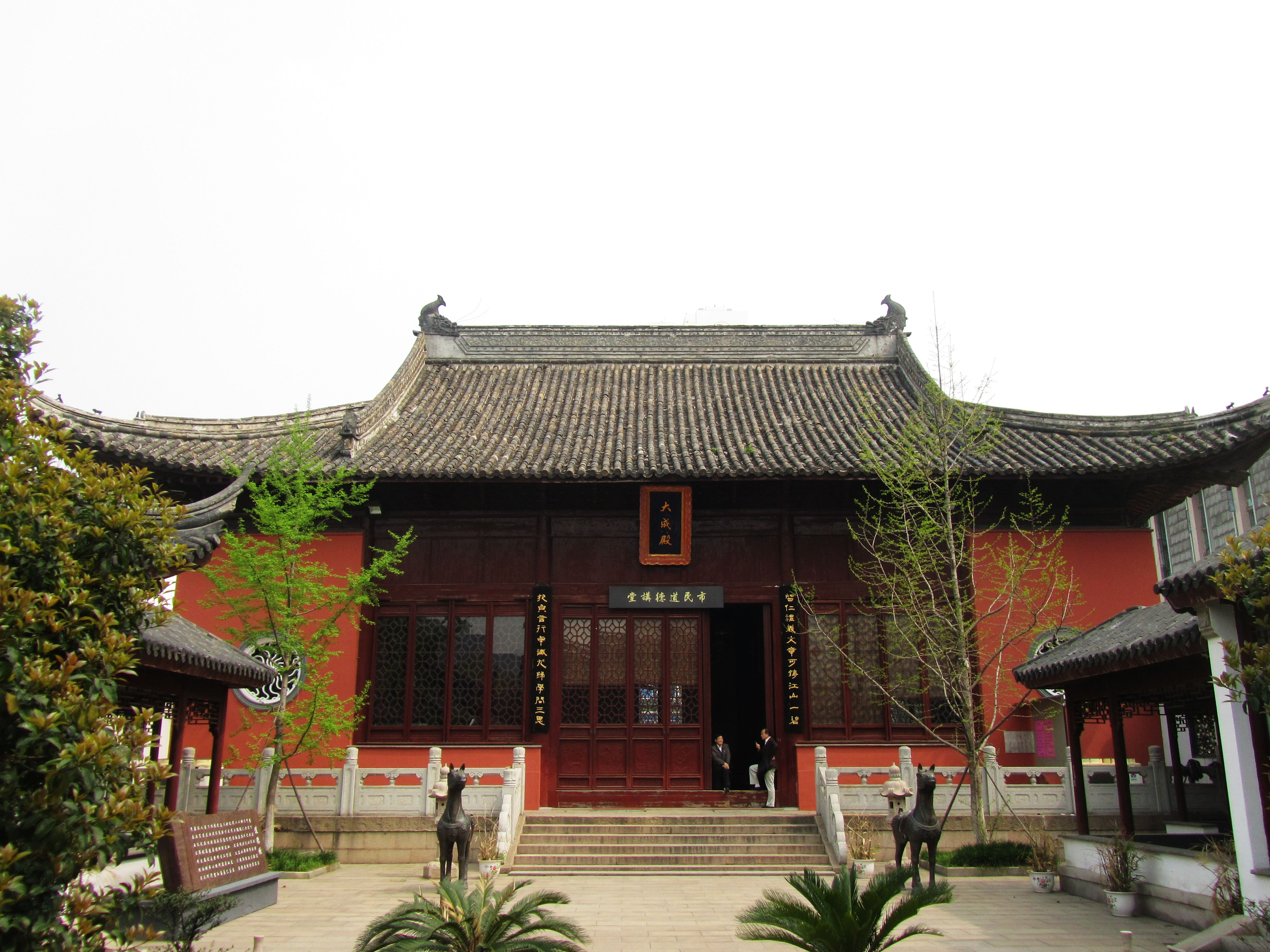
Конфуцианский храм
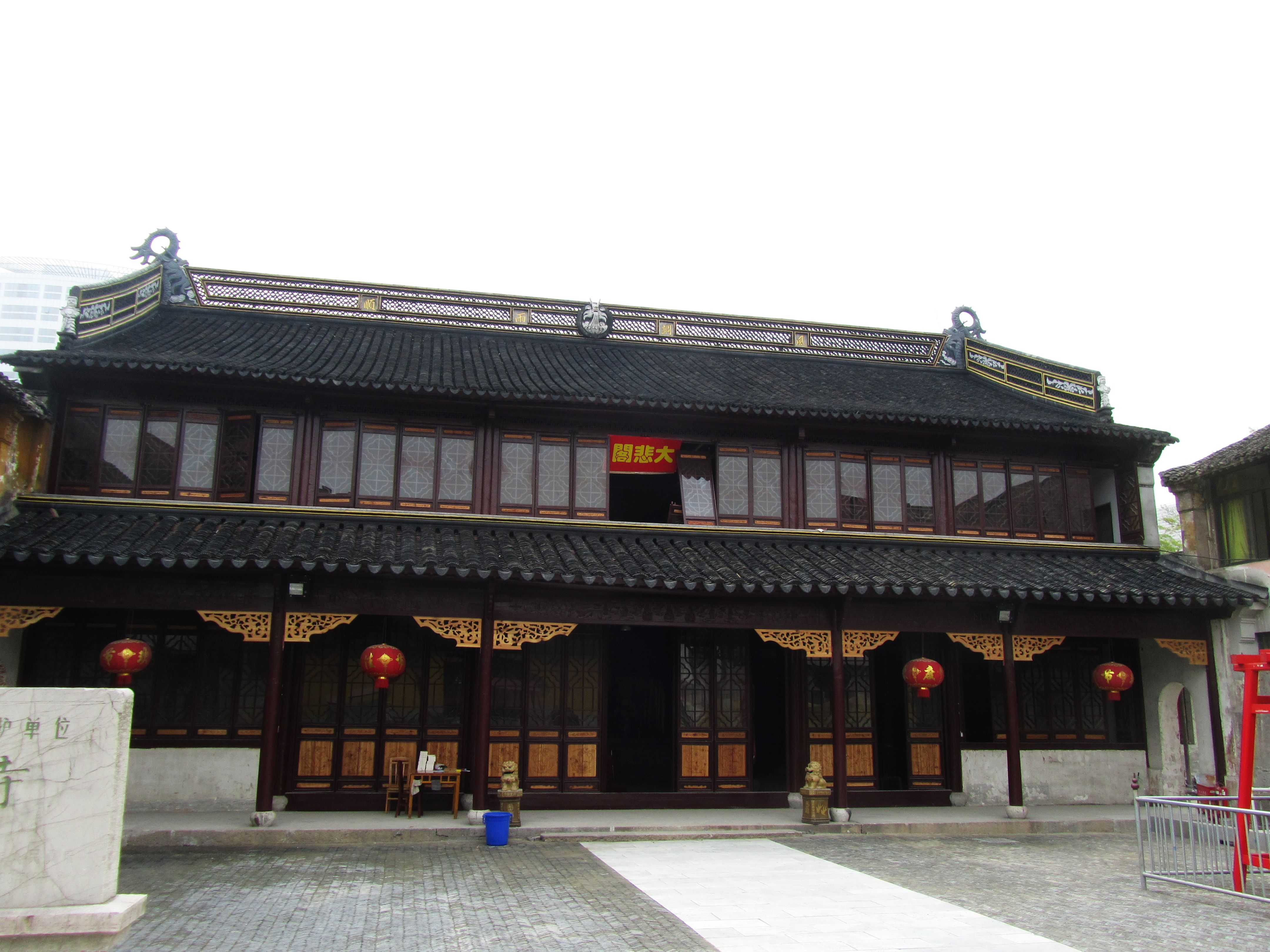
Храм Цинлян
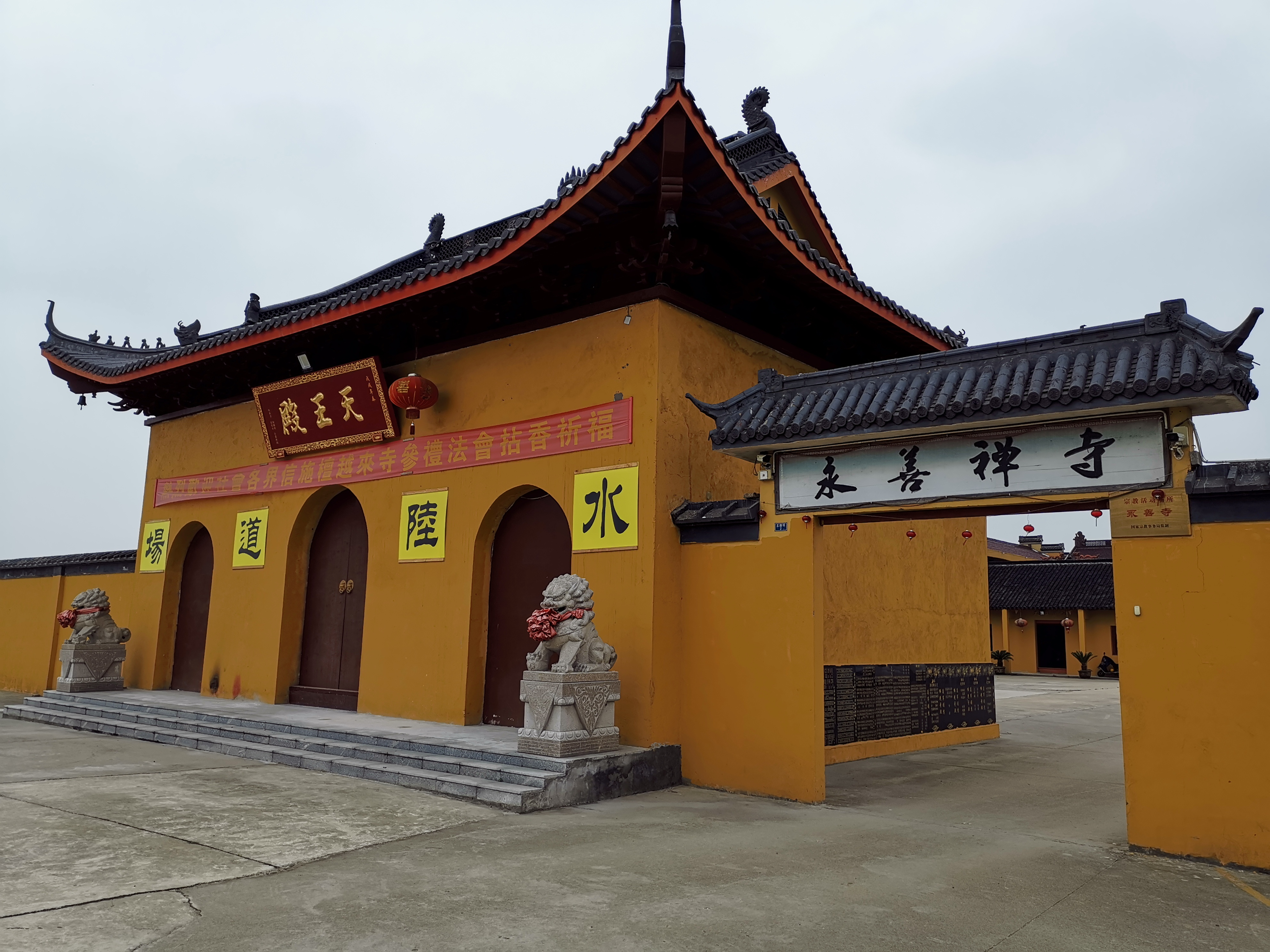
Храм Юншань
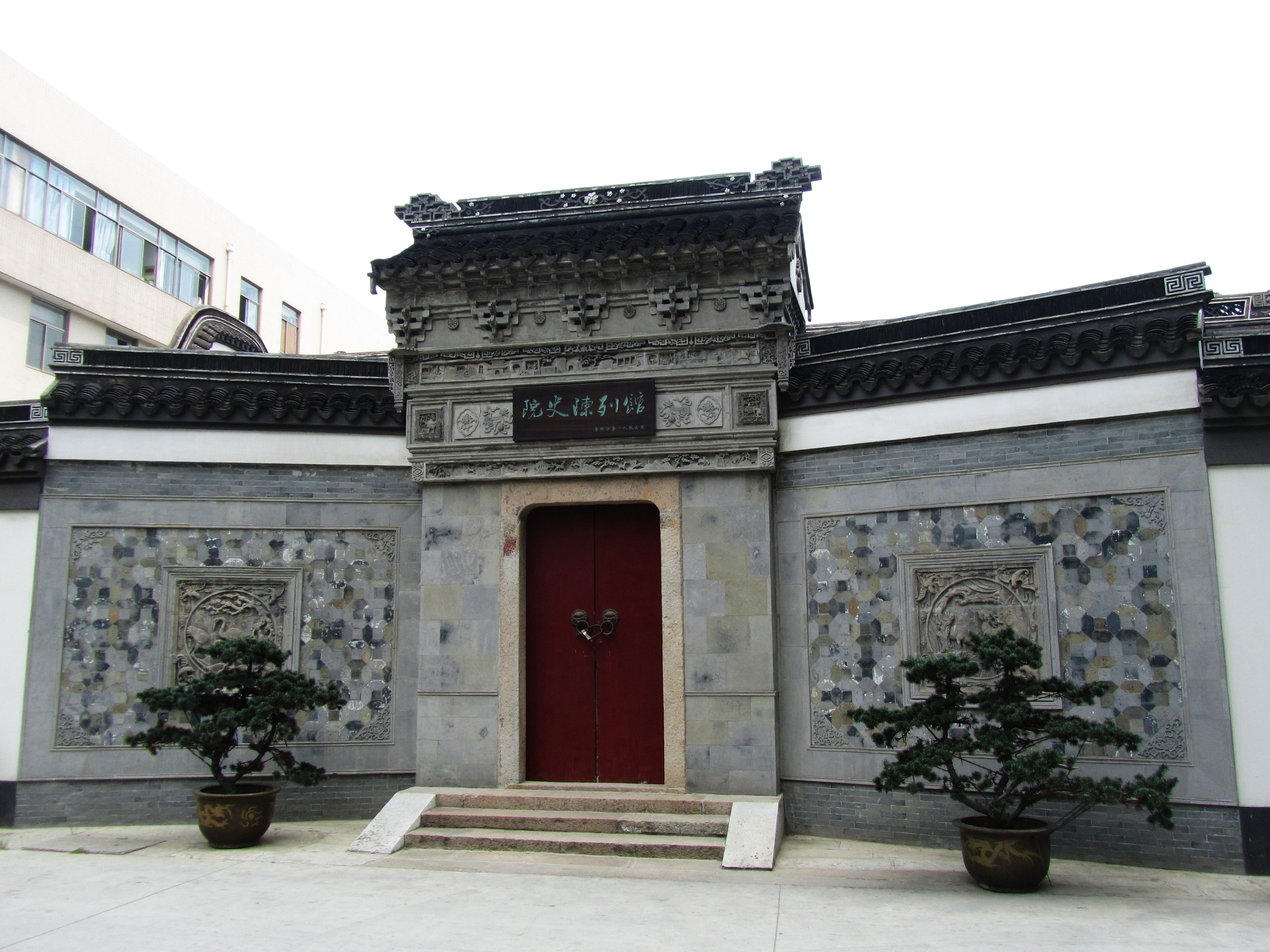
Дом Чэнь Куньшу
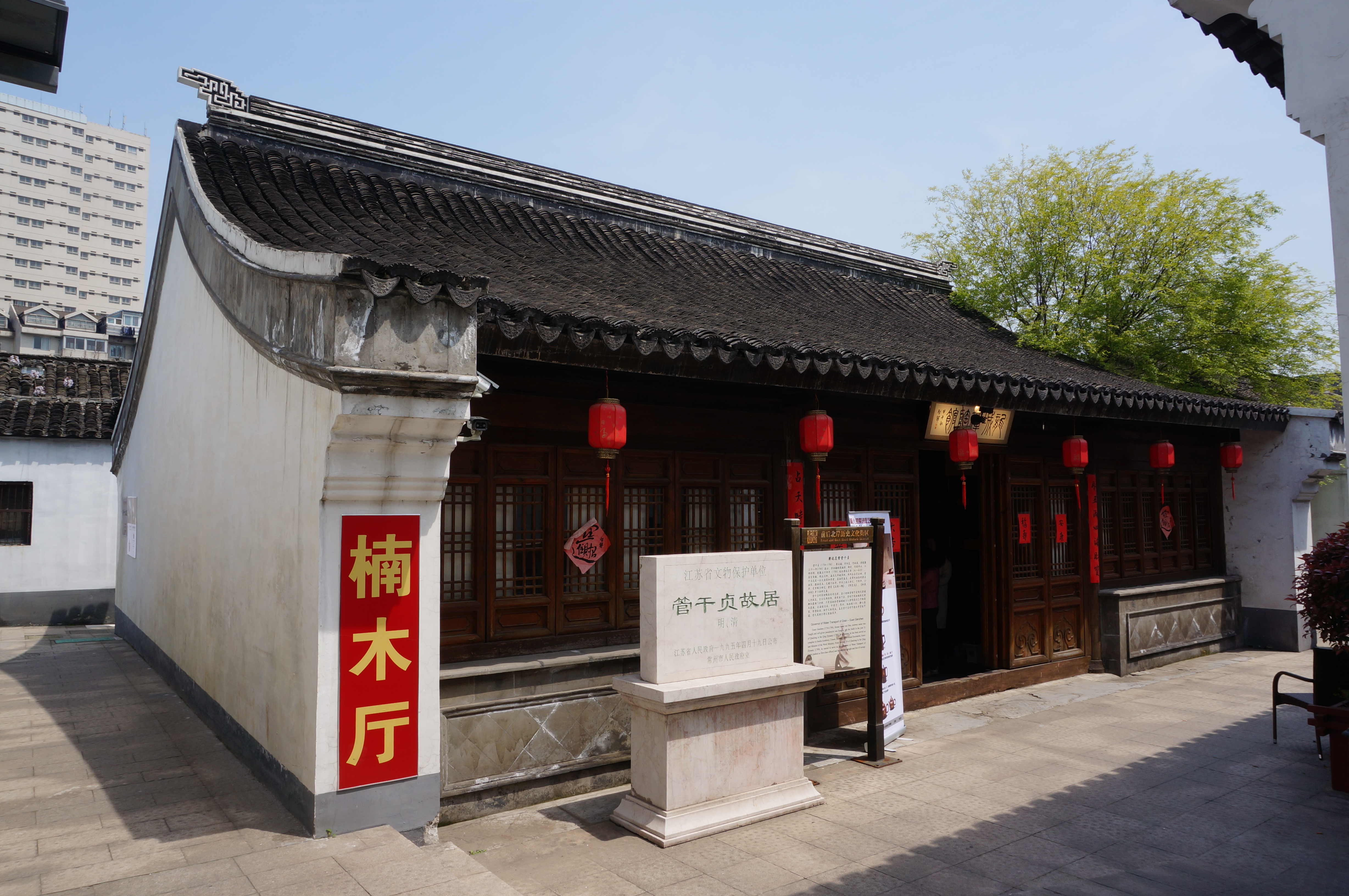
Дом Гуань Ганьчжэна